# Ripollet
Ripollet és una vila i municipi de Catalunya situat a la comarca del Vallès Occidental. Forma part de l'Àrea Metropolitana de Barcelona. El municipi, amb una extensió de 4,39 km², té un total de 38.347 habitants. La densitat de població és de 8.856 habitants per quilòmetre quadrat. Està a una distància de 10 km de Barcelona. 	

## Origen etimològic
El primer cop que apareix en un document escrit la paraula Ripollet és en una publicació sacramental testamentària, que fou jurada a l'altar de Sant Martí de Cerdanyola l'any 1402. L'origen etimològic del nom de la vila es trobaria en el diminutiu del riu Ripoll (Rivus Pullus: riera de pollancres). Una altra proposta que s'ha fet sobre la seva procedència, alhora més d'acord amb la composició de l'escut de la vila (encara que no sigui gaire probable), apunta cap a I'antiga existència de molins de farina, moguts per les aigües del riu Ripoll. El gra atrauria segurament les aus, com el pollet de l'escut.

## Geografia
- Llista de topònims de Ripollet (Orografia: muntanyes, serres, collades, indrets..; hidrografia: rius, fonts...; edificis: cases, masies, esglésies, etc).

Ripollet forma part d'un continu urbà que limita al sud-oest amb Cerdanyola del Vallès, a l'est amb Montcada i Reixac (barri de Mas Rampinyo) i nord amb Barberà del Vallès (polígon industrial de Can Salvatella), que s'ha desenvolupat al llarg dels anys al voltant d'alguns dels principals eixos de comunicació de la comarca, la carretera N-150 de Barcelona a Sabadell i Terrassa (1852), el ferrocarril (1855), a més de la carretera a Montcada per Mas Rampinyo (1880) i la de Santiga. Travessa el municipi de nord-oest a sud-oest l'autopista C-58 de Barcelona a Terrassa (1975).
El municipi està situat dins de la depressió prelitoral, amb una altitud mitjana de 79 metres i una altitud màxima de 131 metres en un punt limítrof amb Barberà del Vallès, anomenat «la Serra de la Salut». El riu Ripoll travessa el terme de nord-oest a sud-oest, poc abans de la seva confluència amb el Besòs. Es tracta d'un riu de cabal escàs i importants crescudes estacionals.
La major part del sòl del municipi està urbanitzat, sent l'únic element de paisatge vegetal destacable una petita plantació de pineda coneguda com «els Pinetons» al nord del municipi. La llera del Ripoll ha estat ocupat durant dècades per horts urbans i barraques que han degradat la vegetació de ribera autòctona.
El clima és mediterrani litoral, amb un règim hídric inferior als 600 mm, estiu sec i pluges més habituals a la tardor. El pas del riu Ripoll i el riu Sec creen un microclima humit.

## Administració
Des del 2023, Luis Tirado, del PSC, és l'alcalde de Ripollet.
| Període      | Nom de l'alcalde/-essa                                                                                    | Partit polític   | Data de possessió |
| ------------ | --- | ---------------- | ----------------- |
| 1979 - 1983  | Carles Ferré i Cuscó                                                                                      | PSUC             | 19/04/1979        |
| 1983 - 1987  | Carles Ferré i Cuscó                                                                                      | PSUC             | 28/05/1983        |
| 1987 - 1991  | Carles Ferré i Cuscó (fins al febrer del 1991) Norbert Fusté i Pagès (entre el febrer i el maig del 1991) | ICV              | 30/06/1987        |
| 1991 - 1995  | Carles Ferré i Cuscó                                                                                      | PSC              | 15/06/1991        |
| 1995 - 1999  | Carles Ferré i Cuscó                                                                                      | PSC              | 17/06/1995        |
| 1999 - 2003  | Carles Ferré i Cuscó (entre 1999 i 2001) Juan Parralejo Aragoneses (entre 2001 i 2003)                    | PSC              | 03/07/1999        |
| 2003 - 2007  | Juan Parralejo Aragoneses                                                                                 | PSC              | 14/06/2003        |
| 2007 - 2011  | Juan Parralejo Aragoneses                                                                                 | PSC              | 16/06/2007        |
| 2011 - 2015  | Juan Parralejo Aragoneses                                                                                 | PSC              | 11/06/2011        |
| 2015 - 2019  | José María Osuna López                                                                                    | Decidim Ripollet | 13/06/2015        |
| 2019 - 2023  | José María Osuna López                                                                                    | Decidim Ripollet | 15/06/2019        |
| Des del 2023 | Luis Tirado García                                                                                        | PSC              | 17/06/2023        |

## Demografia
El creixement de la població, des del primer nucli urbà al voltant de l'església de Sant Esteve, ha estat condicionat al llarg de la història per l'aparició de nous centres productius al municipi i els voltants, com la indústria paperera al s. XVIII, la tèxtil al s.XIX i els grans polígons industrials dels anys 60 i 70 del segle xx. Aquest últim període està marcat per l'arribada massiva d'immigrants, majoritàriament d'Andalusia, que va quadruplicar la població de Ripollet en una dècada. Actualment la ciutat segueix creixent, amb un notable augment de la immigració exterior els darrers anys.
| 1497 f | 1515 f | 1553 f | 1717 | 1787 | 1857  | 1877  | 1887  | 1900  | 1910  |
| ------ | ------ | ------ | ---- | ---- | ----- | ----- | ----- | ----- | ----- |
| 19     | 27     | 27     | 136  | 630  | 1.441 | 1.532 | 1.705 | 1.501 | 1.567 |

| 1920  | 1930  | 1940  | 1950  | 1960  | 1970   | 1981   | 1990   | 1992   | 1994   |
| ----- | ----- | ----- | ----- | ----- | ------ | ------ | ------ | ------ | ------ |
| 1.963 | 3.324 | 3.702 | 3.736 | 5.262 | 20.197 | 26.009 | 26.771 | 27.094 | 27.094 |

| 1996   | 1998   | 2000   | 2002   | 2004   | 2006   | 2008   | 2010   | 2012   | 2014   |
| ------ | ------ | ------ | ------ | ------ | ------ | ------ | ------ | ------ | ------ |
| 28.903 | 29.155 | 29.877 | 31.401 | 33.605 | 35.427 | 36.255 | 37.151 | 37.422 | 37.233 |

| 2016   | 2018   | 2020   | 2022   | 2024   | 2026 | 2028 | 2030 | 2032 | 2034 |
| ------ | ------ | ------ | ------ | ------ | ---- | ---- | ---- | ---- | ---- |
| 37.648 | 38.347 | 39.179 | 39.031 | 39.462 | -    | -    | -    | -    | -    |

| Evolució de la població a Ripollet |
|                                    |

## Història

### Prehistòria
Un dels indicis més sòlids que tenim per parlar d'un primer assentament humà en terres ripolletencs es remunta a l'època prehistòrica, concretament al Neolític mitjà. El 1929 es van descobrir les restes d'una necròpolis als terrenys de la teuleria Padró, al barri de Can Tiana de la Riba, que llavors era del terme de Cerdanyola. Entre els diferents testimonis arqueològics localitzats, destaquen dos sepulcres de la cultura dels sepulcres de fossa (3500 - 2500 aC), amb aixovars de gran riquesa, així com restes humanes, destrals, pics i ganivets de sílex, que actualment podem veure al Museu d'Història de Sabadell. De fet, tant pel tipus de peces trobades com pel material i la qualitat de les mateixes, és força evident l'existència d'un comerç molt actiu amb zones bastant allunyades.
El 2006 es van trobar a la zona de Pinetons dos jaciments amb restes arqueològiques de finals de l'edat de bronze (800 - 1100 aC) i un hipogeu del bronze inicial (1500 - 1800 aC), on s'han trobat fins a 32 cossos, sent una de les necròpolis d'aquesta època i tipologia més importants de Catalunya.

### Els romans
Com herència de l'època romana a Ripollet tenim el pas de les vies Trajana i Valeri Maxi. Aquesta última va ser anomenada durant l'Edat Mitjana com el «camí reial de Sant Cugat». Totes dues, la primera d'oest a est i la segona de nord a sud, envoltaven el petit nucli de població.

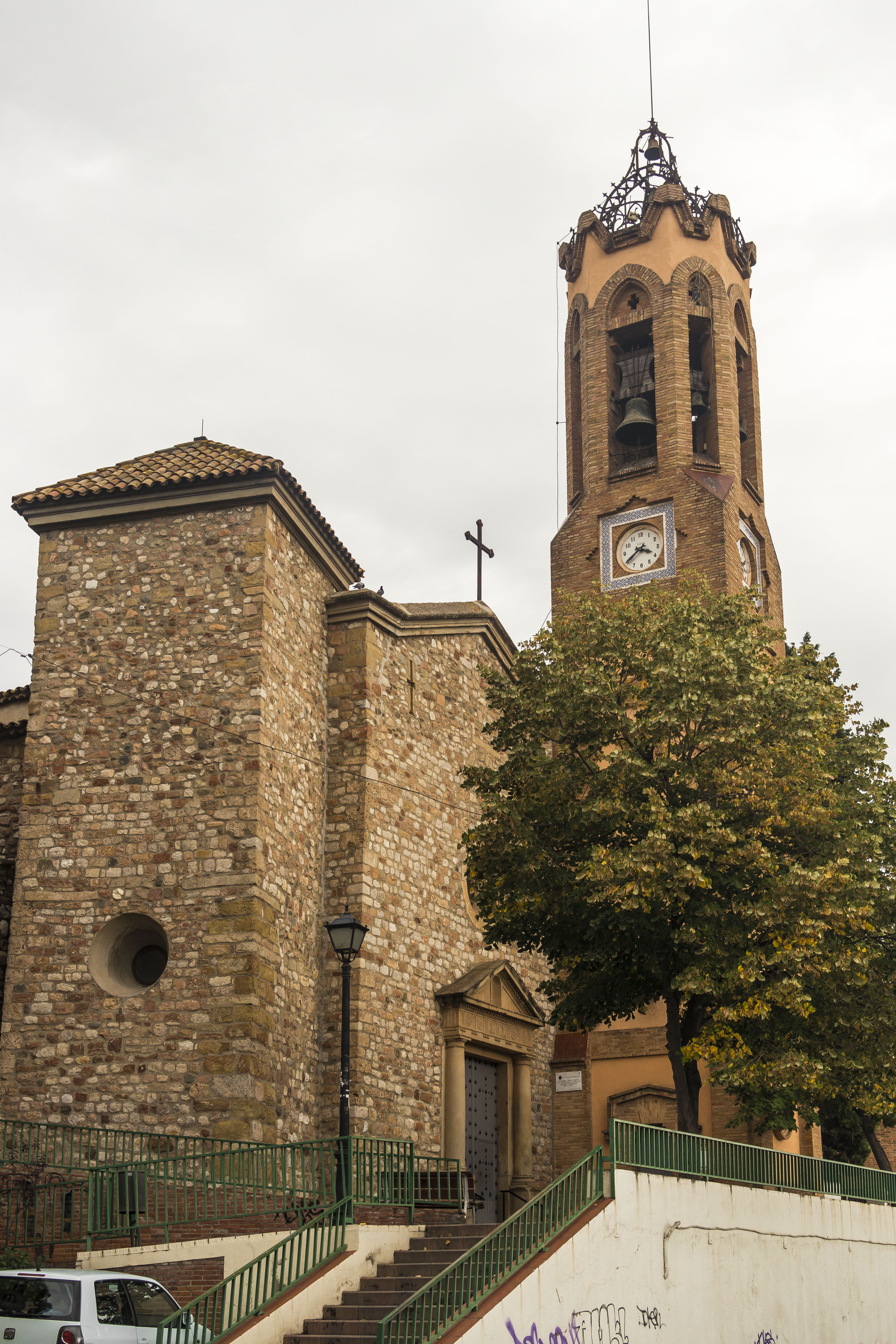
Església de Sant Esteve

### Edat mitjana
A partir de les restes i de les dades conegudes sobre els antics camins de transhumància, es pot considerar que durant els primers segles de la nostra era aquesta zona va comptar amb una certa activitat agrícola i ramadera, així com amb l'inici, ja cap als segles VIII i IX, d'una organització eclesiàstica. Una mostra és l'església de Sant Esteve de Ripollet, ja esmentada en una documentació de l'any 986 i vinculada al monestir de Sant Cugat.
Gràcies a diversos documents escrits que es conserven en els arxius d'aquest mateix monestir, hi ha constància de l'existència en aquells primers temps d'un petit poble conegut com a Palau Ausit. La primera referència de Palau Ausit, nom que segons la documentació ostentava antigament la vila, és del 25 de gener de 983, on surt citat en una permuta de terres que va fer el monestir de Sant Cugat. Les explicacions sobre el seu origen són diverses, una teoria apunta que grans boscos d'alzines envoltaven la vila, per la qual cosa segurament 'audit' procediria de 'ausina', alzina. Una segona teoria apunta a l'origen àrab del nom: 'Abu' que és família o llinatge, i 'Zit', nom del llinatge àrab que va dominar el territori de Ripollet.
Com la resta de Catalunya, Ripollet també va patir seqüeles amb els conflictes entre àrabs i cristians: cases destruïdes, el castell i les torres de defensa devastats, boscos cremats, collites perdudes i la disminució de la població. Va ser significativa la batalla per la defensa de Barcelona, el juliol de l'any 985, protagonitzada per les tropes cristianes del Comte Borrell II i les islàmiques d'Almansor. Aquesta batalla, que va guanyar Almansor, va tenir lloc al Pla de Matabous o Rovirans, que algunes fonts el situen entre la riera de Sant Cugat i el riu Ripoll, a la zona perifèrica a Ripollet que ara anomenem Mas Rampinyo.
Ja al s.XII, en temps del comte Ramon Berenguer IV, Ripollet va tenir alcaldia. D'altra banda, també hem de dir que sembla molt clara la presència dels templers en aquesta regió, tal com ho demostren certs testimonis trobats en el conjunt de l'església parroquial (antic claustre i casa rectoral). Amb els anys les possessions del monestir de Sant Cugat van ser confirmades i en un document de l'any 1234 el rei Jaume I atorga el senyoriu al monestir, tot i que aquest segueix sent de jurisdicció reial.
Durant el segle xiv, amb el regnat de Pere III el Cerimoniós, el municipi va obtenir el privilegi de ser carrer de Barcelona. D'aquesta manera, els seus habitants van gaudir dels mateixos drets i deures que els de la Ciutat Comtal.

### Edat Moderna

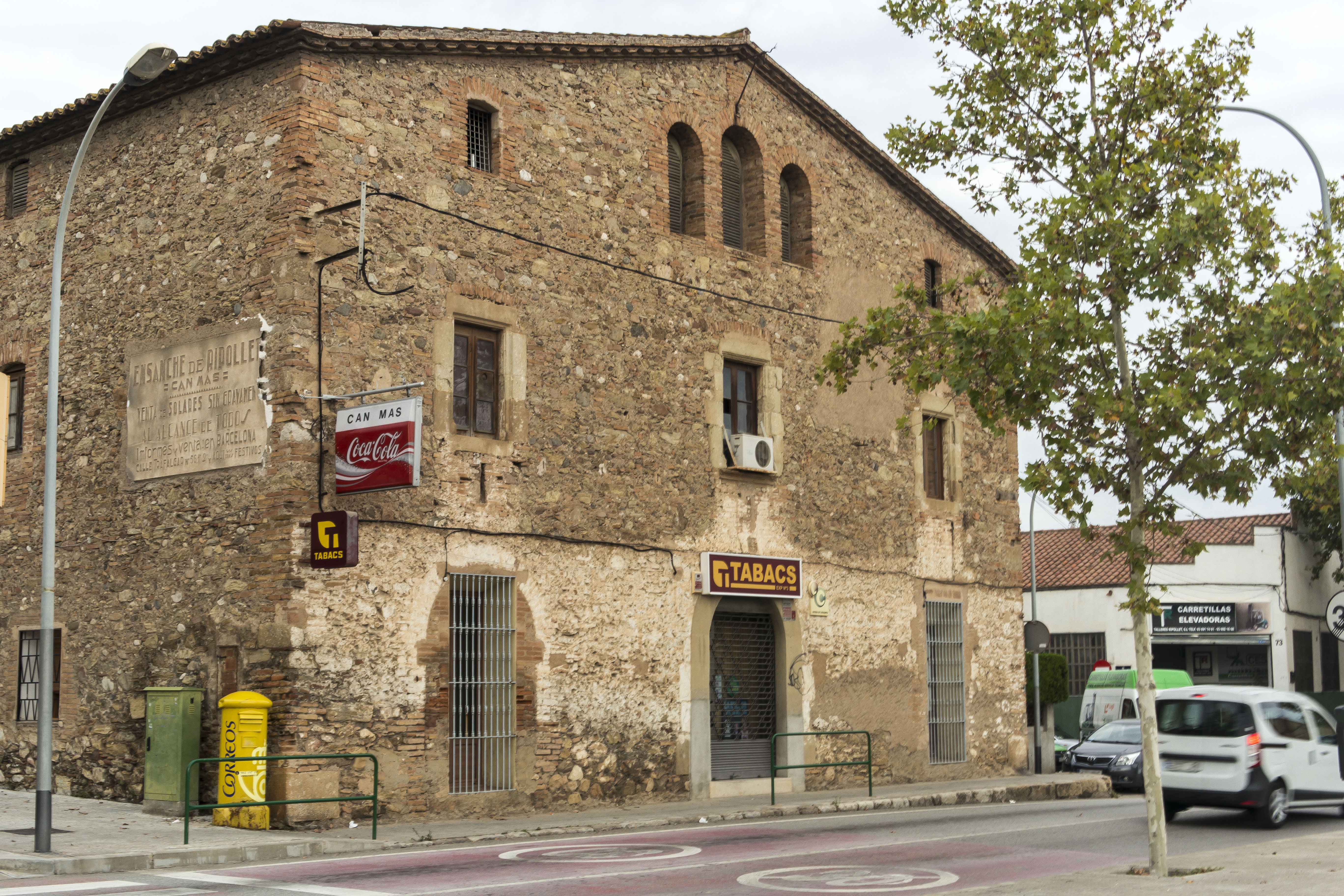
La masia de Can Mas

En 1585, el rei Felip I (Felip II de Castella) va concedir a Ripollet, entre d'altres, el privilegi de tenir ajuntament propi. Sobre la demarcació, amb els Àustries, Ripollet va ser un lloc que va formar part de la Sotsvegueria del Vallès. Amb els Borbons, a partir del Decret de Nova Planta, apareix en el nomenclàtor de Floridablanca com a lloc realeng del Corregiment de Mataró (des de 1719 fins a 1823). D'aquesta època, on apareixen els primers molins de paper, tenim com a testimoni les masies de Can Grasses, Can Buxó i Can Mas.

### Seglexix
Segons un document de 1802, el municipi va ser conegut com a vedat rodó i vila reial, és a dir, poble i terme que no eren propietat de cap senyor (senyoriu) sinó que estaven sotmesos a l'autoritat reial, però sempre sota la representació del monestir de Sant Cugat. No gaire més tard, resta adscrit al partit judicial de Granollers.
Durant la Guerra del Francès, entre 1808 i 1814, Ripollet va ser escenari de lluites i misèria. En el primer any de la guerra va patir 8 saquejos, el que obliga a la població a fugir durant uns dos anys. El 9 de juny de 1808, un escamot de soldats francesos que es retiraven de la batalla del Bruc van saquejar un municipi que, en realitat, no va posar massa resistència, destruint el seu arxiu parroquial. Uns dies més tard, el 16 de juny, van ser cremades l'església i la rectoria. El semiabandonament del poble durant aquest temps va suposar la seva ruïna gairebé total. Posteriorment, i per la seva proximitat amb Barcelona, altres esdeveniments polítics d'aquesta centúria, com les guerres carlines, els pronunciaments militars i la pèrdua de les últimes colònies, van tenir també una forta incidència en la vida de la població.
En 1837 forma part del partit judicial de Terrassa, i des de 1890, del partit judicial de Sabadell. Un temps després, l'any 1894, va aconseguir el títol de vila gràcies al Reial Decret atorgat per la reina regent Maria Cristina.

### Segle XX

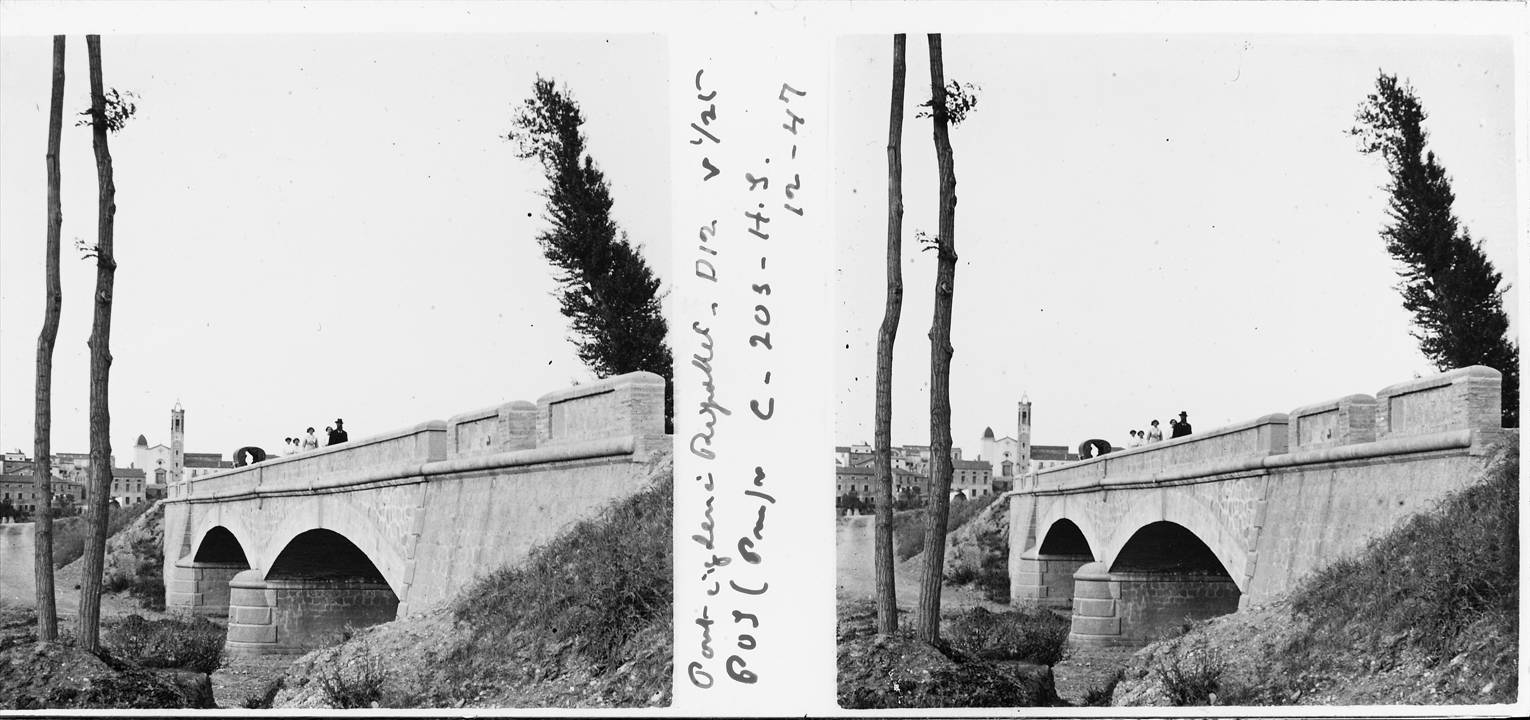
Antic pont sobre el Ripoll del camí de Ripollet a Can Tiana i l'estació. Al fons, l'església de Sant Esteve. 1912.

A principis de segle l'arribada d'Uralita al barri de Can Tiana va transformar per sempre Ripollet. En el "barri de frontera", la zona de "Quatre Cantons" i la carretera N-150 es van convertir en l'eix de creixement econòmic i demogràfic de Ripollet en el primer terç de segle. En aquesta zona Cerdanyola i Ripollet compartien l'estació de tren (1855), la centraleta de Telefònica, el Celler Cooperatiu (1920) i la Creu Roja Cerdanyola-Ripollet (fundada el 1921, obrint el local definitiu a la carretera de l'estació l'any 1940). Aquesta forta relació que hi havia entre Ripollet i Cerdanyola va arribar fins al punt que els seus alcaldes proposaren a la Generalitat la fusió dels ajuntaments en dues ocasions, el 1932 i 1936, poc abans de la guerra.
L'impacte d'Uralita a Ripollet i Cerdanyola, però, ha tingut les seves conseqüències tràgiques. La fàbrica va tancar l'any 1997, pocs anys abans de la prohibició de l'amiant a Espanya, el 2002. Durant més d'un segle centenars de treballadors de la fàbrica i veïns de la zona han desenvolupat patologies pulmonars greus, asbestosi, càncer de pulmó i mesoteliomes, provocades per la inhalació de fibres d'amiant.
El 1936, després de la derrota de l'alçament militar a Barcelona, la CNT-Fai va prendre el control del Vallès. A Ripollet la CNT va implantar les patrulles de control, amb registres domiciliaris i va aixecar una barricada amb metralladores a Quatre Cantons. Van cremar l'altar renaixentista de l'església de Sant Esteve i van assassinar dos clergues. Poques setmanes després de l'alçament es van expropiar els cultius dels considerats "senyors feixistes" i es van col·lectivitzar les fàbriques. L'Uralita, dels pro-republicans germans Roviralta, comptava amb 600 obrers i va ser col·lectivitzada sota la denominació de "Uralita Empresa Obrera Col·lectivitzada". Els quatre molins de cartró de Ripollet van passar al control de la UGT.
El 1938 la Guerra Civil va arribar a les portes de Ripollet, va ser un any d'arribada massiva de refugiats pels bombardejos de Barcelona, i de molta fam.
Ripollet, com altres localitats del Vallès, va ser finalment ocupada pels franquistes el 26 de gener de 1939, amb les tropes del Requetè de Navarra comandades pel general José Solchaga i forces marroquines del general Yagüe. El poder republicà ja era inexistent a Ripollet, el dia abans havien fugit algunes de les figures locals més compromeses amb la República, com Casimir Carbó, secretari de l'ajuntament i membre d'Estat Català, Ernest Sales Vidal d'ERC o els líders locals de la CNT. Era l'inici d'una llarga etapa de repressió.
Al final de la guerra, l'exèrcit va situar a Can Duran (Montcada i Reixac) un destacament d'artilleria amb 14 polvorins, 3 d'ells molt propers als "Pinetons" a Ripollet, per guardar pólvora, bombes i armament de la Guerra Civil. La nit del 6 de juny de 1950 un dels polvorins de Ripollet va esclatar. La gran explosió va sacsejar Ripollet, destrossant vidres i teulades, i va arrasar camps de blat i vinya. A Ripollet l'episodi es va conèixer popularment com "la nit dels calçotets", ja que van ser molts els veïns que aquella calurosa nit van sortir al carrer quasi despullats.
Als anys 60, en ple boom industrial i turístic de l'Àrea Metropolitana de Barcelona, Ripollet es convertiria en el municipi, percentualment, de major creixement demogràfic de tota Catalunya. El creixement descontrolat va crear nous barris, com Can Mas, popularment anomenat "la ciutat sense llei", on s'edificaven blocs de pisos en carrers sense asfaltar i sense subministrament d'aigua o llum, per allotjar les famílies obreres. De vegades, un mateix habitatge es venia a dues famílies, una pràctica fraudulenta que era habitual. Casamitjana o Martorell eren els constructors, molts veïns recorden com els venedors de pisos dibuixaven amb guix al carrer un esbós dels plànols dels habitatges que venien allà mateix al carrer.
D'aquesta època cal destacar les famoses i tràgiques riuades de 1962, que van destruir les barraques properes al riu Ripoll, a més d'horts, magatzems i algunes fàbriques, causant 12 víctimes mortales. El dictador Francisco Franco va visitar en dues ocasions la zona afectada.

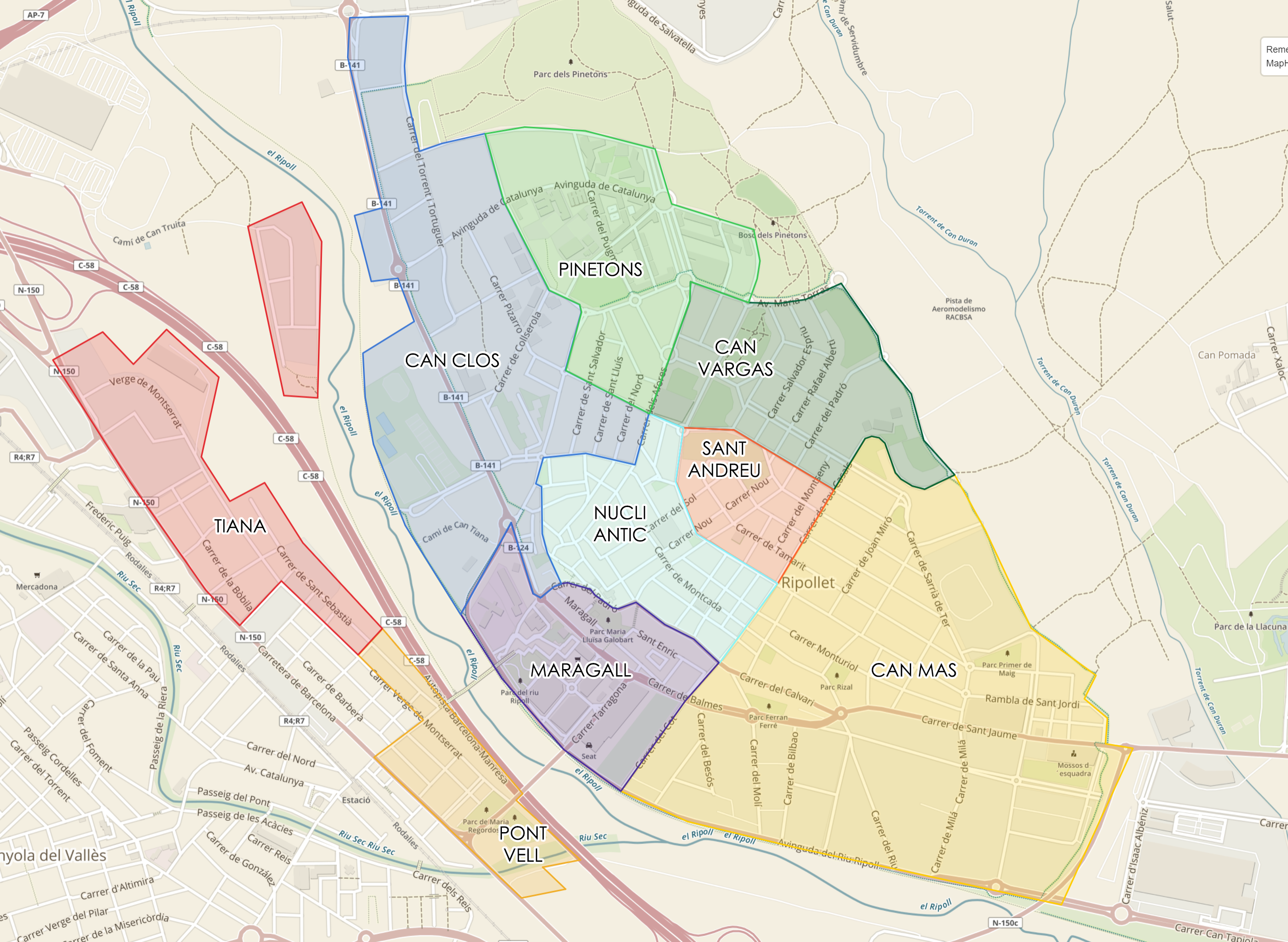
Barris de Ripollet

Als anys 70, encara que el creixement de població va desaccelerar, es van construir nous barris com Maragall i va aparèixer el fenomen de la immigració exterior: un assentament barraquista al riu Sec de gitanos portuguesos, 150 persones segons un cens de 1983, que arribarien a ser prop de 1000 a 1987.
El creixement industrial dels anys 60 es va consolidar als 70 i es van construir noves vies de comunicació, com l'autopista A-18, que va partir en dos el terme municipal. La fi de la dictadura, la transició i els primers anys de democràcia van estar marcats per la lluita obrera, com podem constatar amb les vagues de Sintermetal el 1973 o la vaga general local pel tancament de Mir-Miró el 1982. La construcció de l'ambulatori (1972) o de l'escola d'adults (1977), són alguns dels moviments reivindicatius de l'època.
El 19 d'abril de 1979 l'esquerra va tornar a governar a Ripollet. El primer consistori després de la dictadura estava format per: PSUC 7 regidors, PSC-PSOE 7 regidors, Participació Popular (COP) 3 regidors i Grup Independent (CiU) 2 regidors. S'iniciaria llavors una època de construcció de noves instal·lacions municipals i serveis, com el Poliesportiu Municipal (1986), l'Institut de BUP (1983) o el Centre Cultural (1995).
El segle xx va finalitzar amb la inauguració l'any 1999 del Parc Metropolità dels Pinetons, nou pulmó verd de Ripollet, un dels parcs urbans més grans de l'Àrea Metropolitana de Barcelona, encara en expansió.

## Patrimoni local
El 18 d'abril de 2008 el ple municipal de Ripollet va aprovar l'himne oficial "Cant a Ripollet" amb lletra de Josep Maria Brull i música d'Antoni Oliva i Oliva. Té la següent lletra:
Amb el nom de la nostra vila, unim nostres sentiments, fem brollar del cor als llavis. Ripollet als quatre vents! Terra roja, terra blanca, vora el riu que duu el seu nom, amb una horta ben gemada i un got de vi per tothom. Ripollet meitat pagesa, i meitat industrial matineja, canta i tresca i té nobles ideals. El treball que a tots honora, la virtut que ens fa més bons, la cortesia i la joia i un pomell de bons cantors.
Alguns dels edificis i llocs més representatius de Ripollet segons el mapa del patrimoni cultural que impulsa la Diputació de Barcelona són els següents:
- L'església de Sant Esteve

Un dels símbols més genuïns de Ripollet és, sens dubte, la imatge de l'església parroquial, consagrada a Sant Esteve. La seva situació, a l'entrada del poble, la convertia en una de les primeres edificacions que trobaven els visitants. Encara avui, el seu campanar treu el nas entre els edificis per guaitar la vida al seu voltant.

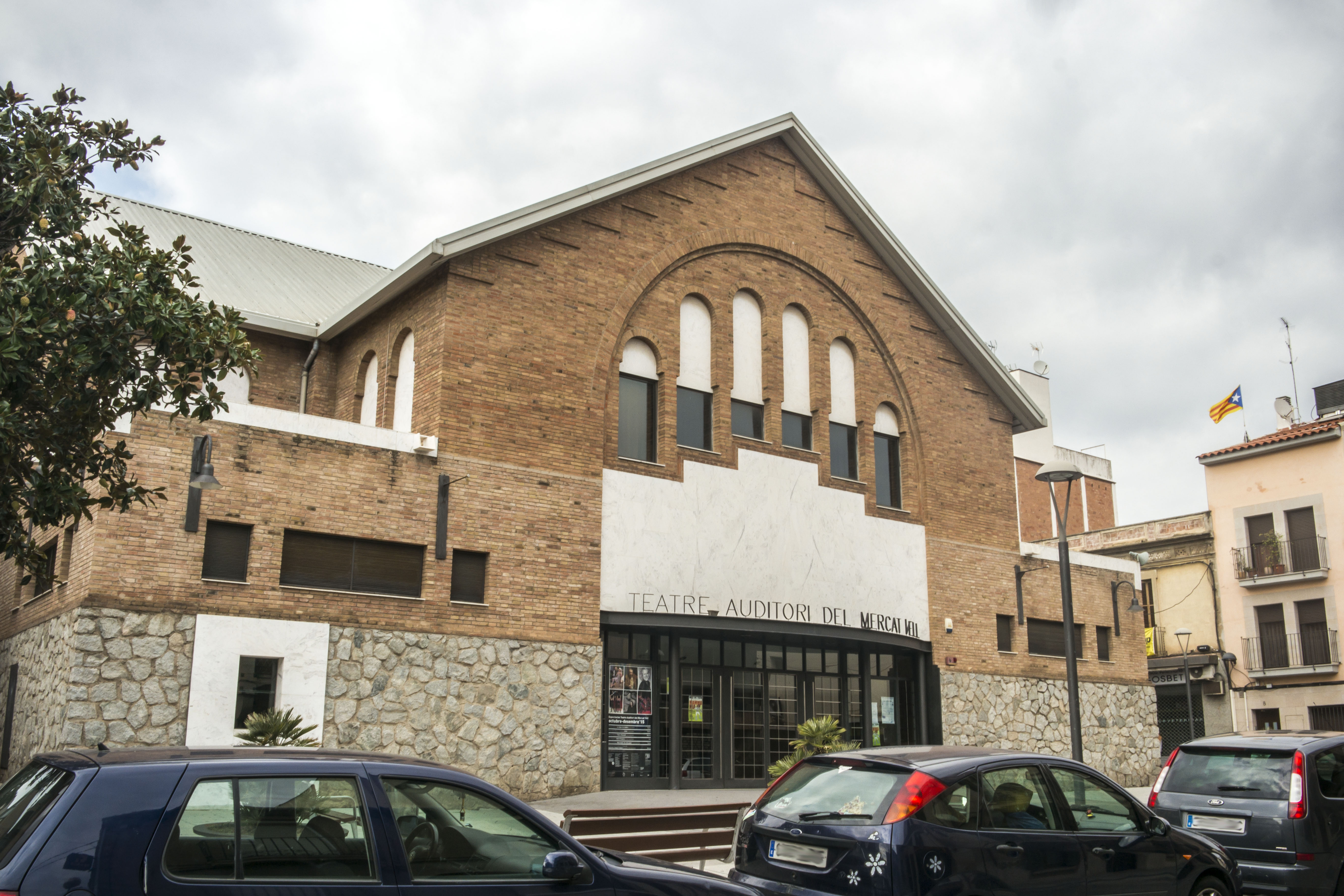
Teatre del Mercat Vell

L'església actual està construïda sobre estructures romàniques. Hi ha constància escrita de la seva existència des de l'any 986, encara que es creu que ja hi era abans del segle x. La construcció primitiva era més reduïda que l'actual, de planta en forma de creu llatina ben definida, amb un absis semicircular probablement reconstruït al segle xii. A la dreta, sortint de l'església, hi havia un petit cementiri adossat a les seves parets i, a l'esquerra, un reduït claustre amb un pou al mig.
El portal, d'estil renaixentista, forma part d'una reforma a l'església parroquial duta a terme al segle xvii. En els pedestals que suporten les columnes hi ha uns pollets, que representen l'escut municipal, tallats a la pedra. La façana actual, adossada a la primitiva, va ser refeta al mateix segle.
L'actual campanar, edificat el 1892 per substituir el vell que estava molt malmès, és d'estil modernista. El campanar és un dels protagonistes del paisatge urbà de Ripollet i un símbol visual de la identitat de la vila.
Durant el ple de l'Ajuntament del mes de gener de 2010 es va declarar bé cultural d'interès local.
- Molí d'en Rata

El Molí d'en Rata és un dels darrers molins fariners que van funcionar al Vallès Occidental. Actualment aquest edifici forma part del Centre d'Interpretació del Patrimoni Molí d'en Rata, destinat a la difusió, conservació, recerca i gestió del patrimoni de Ripollet. Conserva la maquinària original del molí.
- Can Masachs

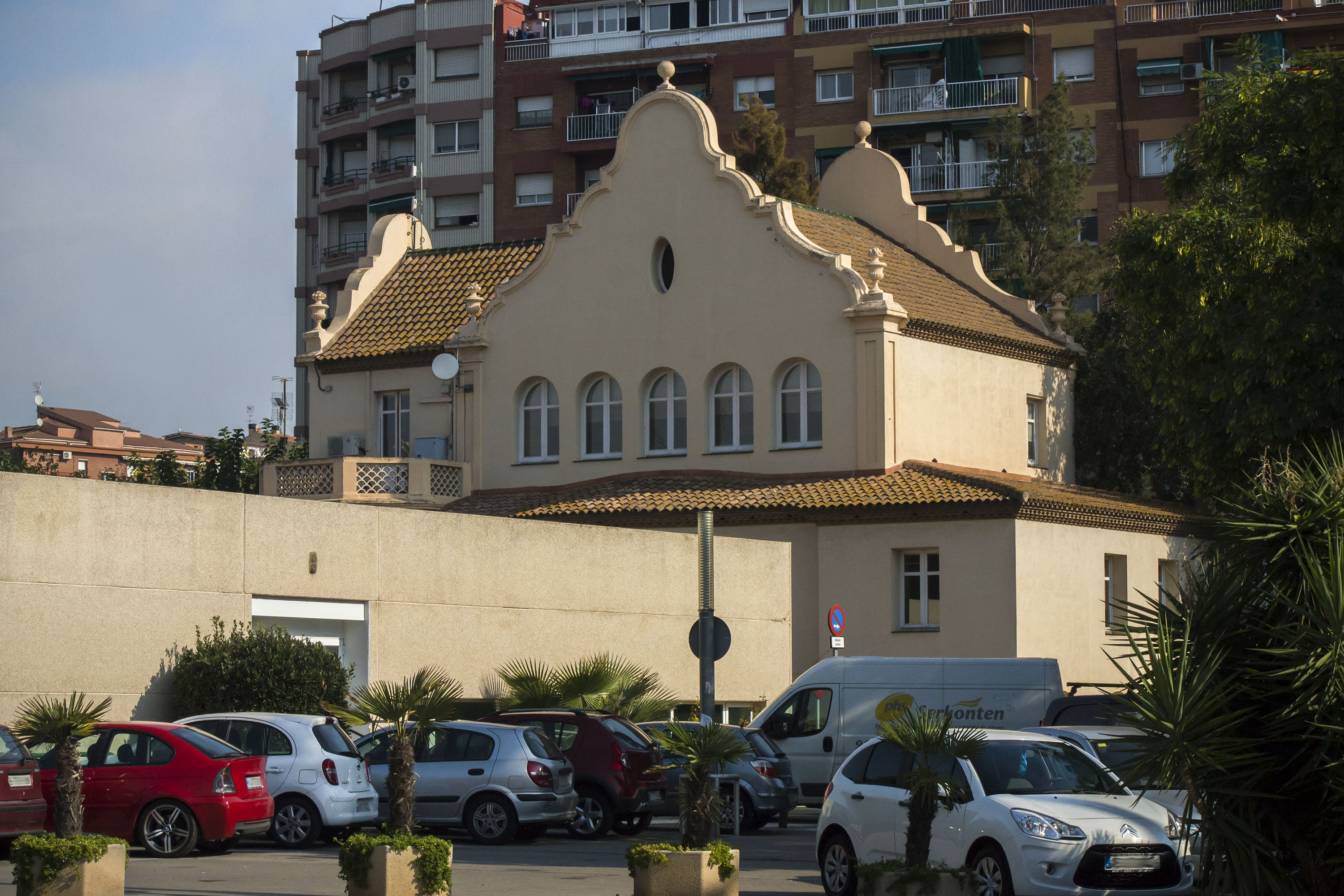
Can Masachs. ajuntament de Ripollet

Edifici construït entre 1910 i 1924, propietat de la família Masachs, industrials del cartró. És un edifici de planta quadrada però d'alçat complex. Actualment és la seu de l'Ajuntament de Ripollet. Al costat es troba el molí d'en Masachs.
- Molí d'en Masachs

El molí d'en Masachs o molí d'en Ginestar és un dels molins paperers més antics de Ripollet, documentat des del segle xvii. Hi ha constància dels diversos propietaris des d'aquell període fins al seu tancament, d'entre els quals cal fer esment especial de dues famílies, vinculades al molí durant llargs períodes: els Ginestar, del 1739 al 1861, i els Masachs, fins a 1979, any en què va deixar de funcionar. En l'actualitat, l'edifici forma part de l'Ajuntament de Ripollet. L'antic assecador, del qual s'han conservat les encavallades de fusta, actualment és la Sala de Plens de l'Ajuntament.
- Teatre del Mercat Vell

El Teatre Auditori del Mercat Vell està situat a l'edifici que ocupava l'antic mercat municipal d'aliments. Es tracta del major projecte construït durant la II República a Ripollet (1932), seguint la tradició dels grans mercats de Barcelona del segle xix. Es va reconvertir a teatre l'any 1994.
- Centre Parroquial

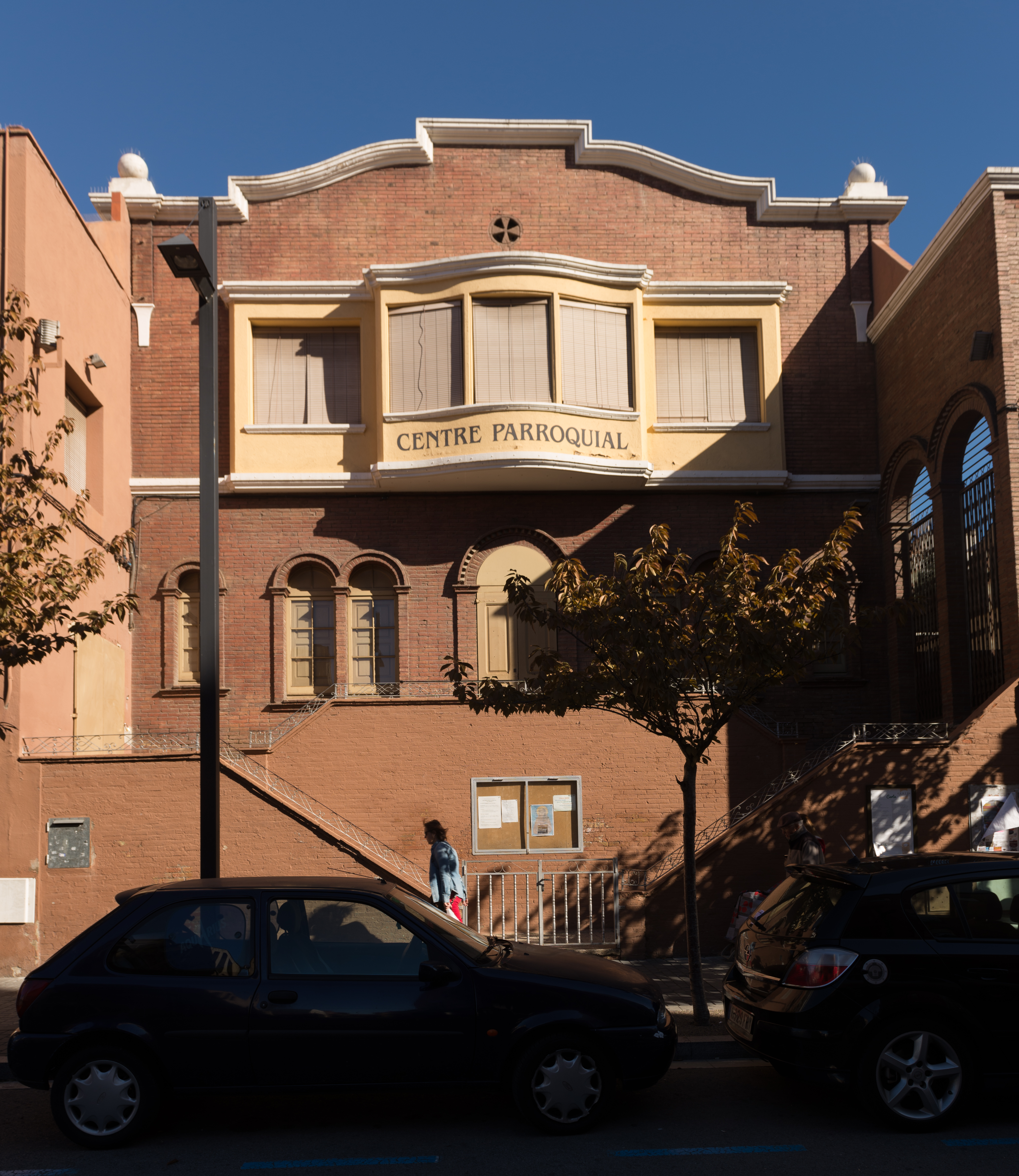
Centre Parroquial de Ripollet

Edifici construït el 1925 a la Rambla, propietat de l'Església, que va ser durant dècades el punt d'irradiació cultural i esportiu de la vila, amb ballets, dansa, teatre i concerts. L'interior de l'edifici té usos polivalents i es troba dividit en estances múltiples, però destaca l'existència d'una gran sala central destinada a activitats teatrals. L'interior de l'escenari conserva les bambolines originals de 1925. El pati de butaques va ser reconstruït el 1952 després d'esclatar una bomba col·locada per la CNT-Fai el 19 de juny de 1936. El Centre conserva una col·lecció de fotografies de les activitats lúdiques i esportives organitzades des dels anys 50.
- Can Mas

Masia de planta quadrangular, edificada amb mur de paredat comú amb les cantonades reforçades per carreus de pedra quadrangulars i rectangulars ben escairats. A les golfes es troba la data 1787 inscrita amb un dit a una de les rajoles del terra. Representa un dels dos exemples locals de la típica masia catalana de l'edat moderna, més evolucionada que la masia medieval. Can Mas se situava en la cruïlla d'antics camins que comunicaven tota la comarca. La casa conserva una col·lecció d'eines emprades en el cultiu dels terrenys de la masia. La primera referència escrita d'aquest Mas és del segle xiv però la seva existència és anterior tot i que no està datada.
- Can Grasses

Un perfecte exemple de masia catalana. Destaca pel seu entorn natural, envoltada pels últims camps de cultiu de Ripollet, amb un hort i arbredes i restes d'un pinetó al talús del marge del riu Ripoll. El primer propietari conegut és Ermenegildo Grasses, segons un document de 1667, en el qual queda constància la consagració de la capella familiar de la masia, d'estil barroc, en honor de la Puríssima Concepció.

## Festes
Festes reconegudes com a patrimoni immaterial per la Diputació de Barcelona:
- Els Tres Tombs o Festes de Sant Antoni Abat, al gener. Declarada festa d'interès turístic local.
- Cantada de caramelles per la Societat Coral El Vallès, a l'abril.
- Catifes florals del Corpus Christi, al maig.
- Festa Major de Sant Esteve, a l'agost.

Altres festes amb elements del patrimoni immaterial reconeguts o de llarga tradició:
- Rua de Carnaval, amb el tradicional ball de gitanes i la llegenda del Cabraboc, al febrer.
- Aplec de la Sardana, al setembre. Actualment no es duu a terme.
- Festes de la Tardor, festa major del barri de Can Tiana-Pont Vell, al setembre. Actualment no es duu a terme.
- Trobada de gegants, el primer cap de setmana d'octubre.

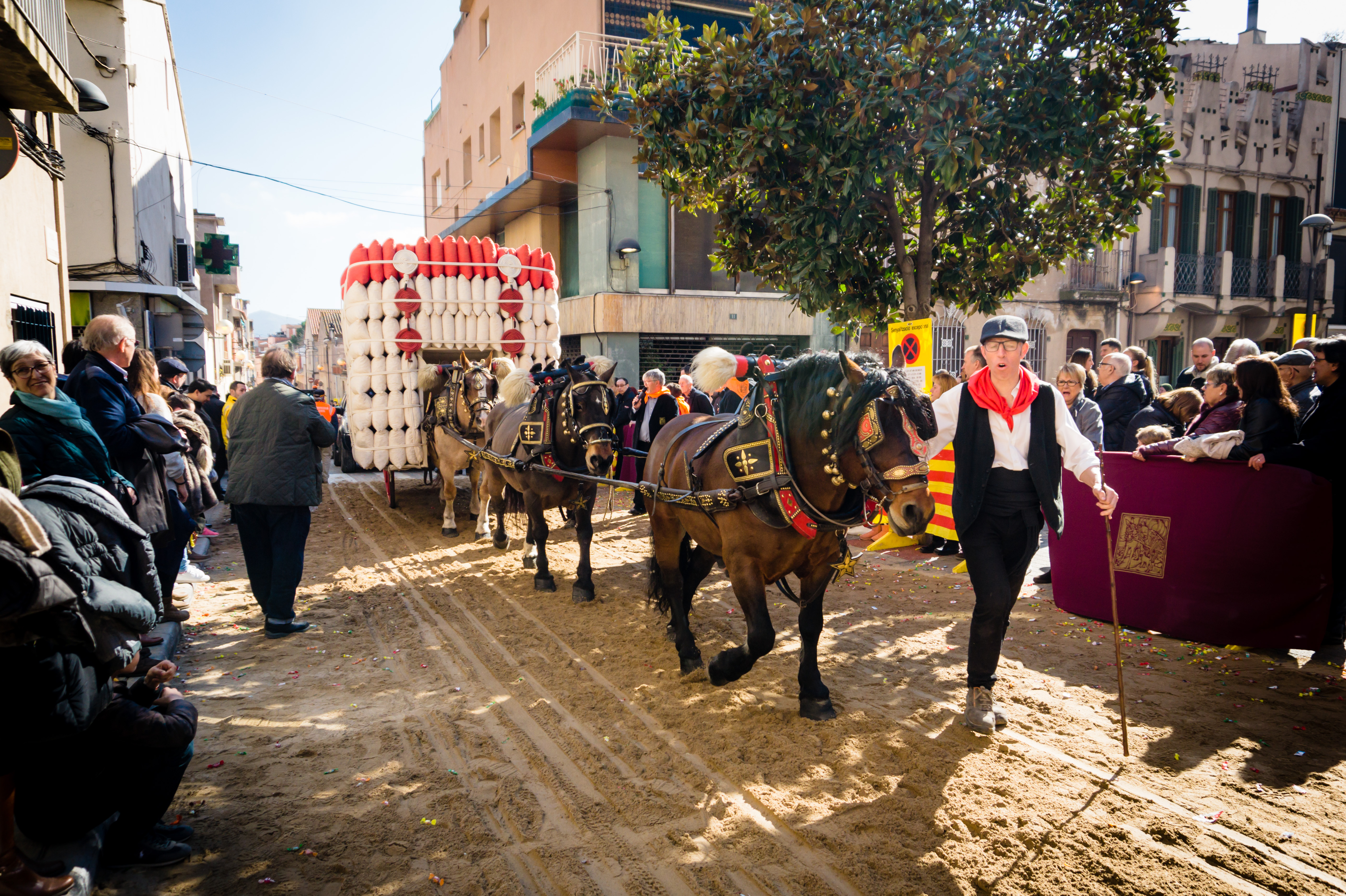
Tres Trombs de Ripollet, a la plaça Onze de Septembre
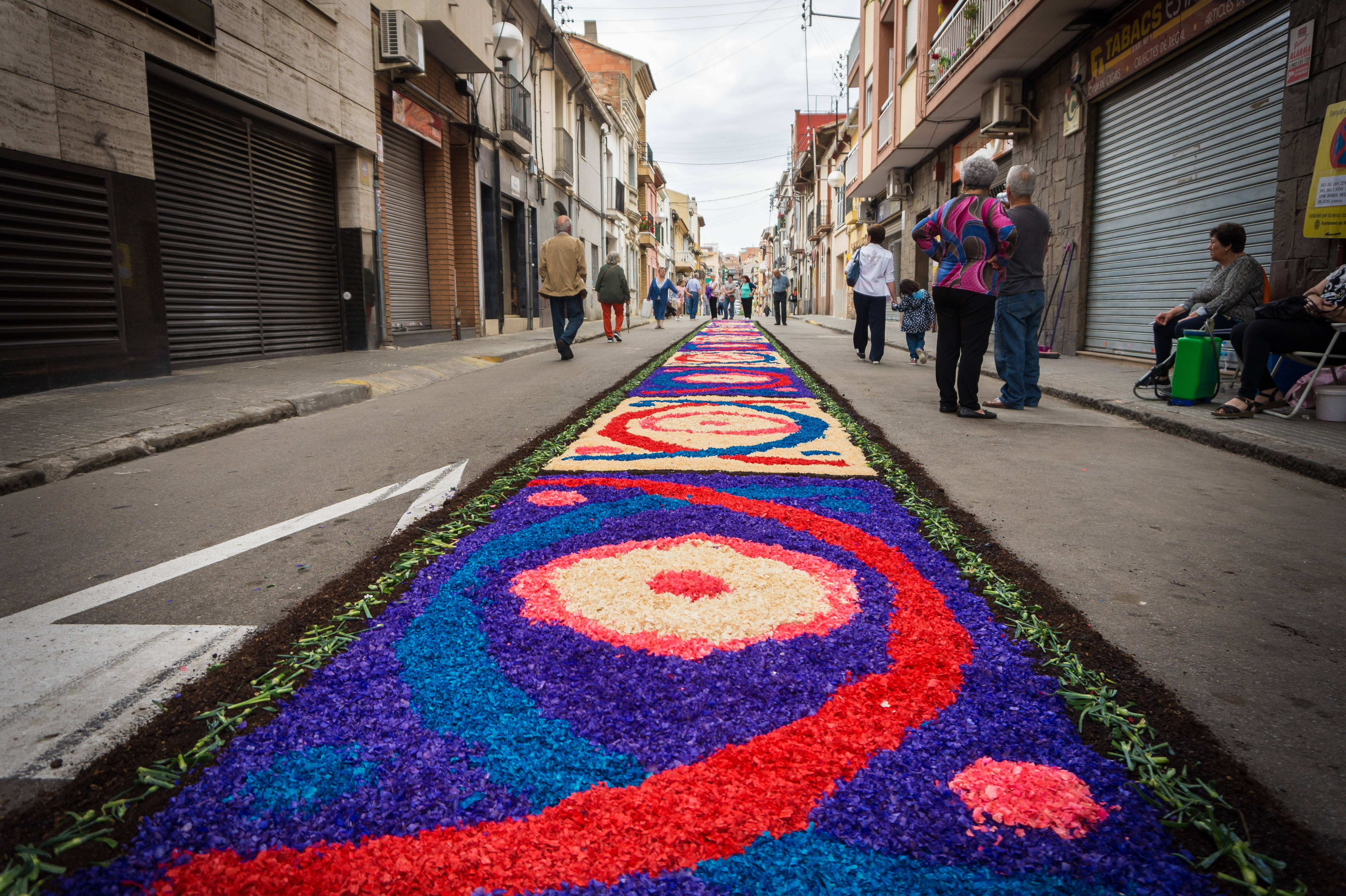
Catifa floral del Corpus
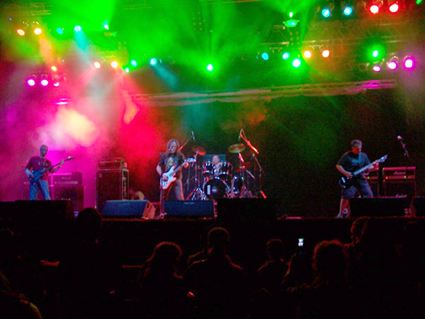
Ripollet Rock Festival, durant la Festa Major
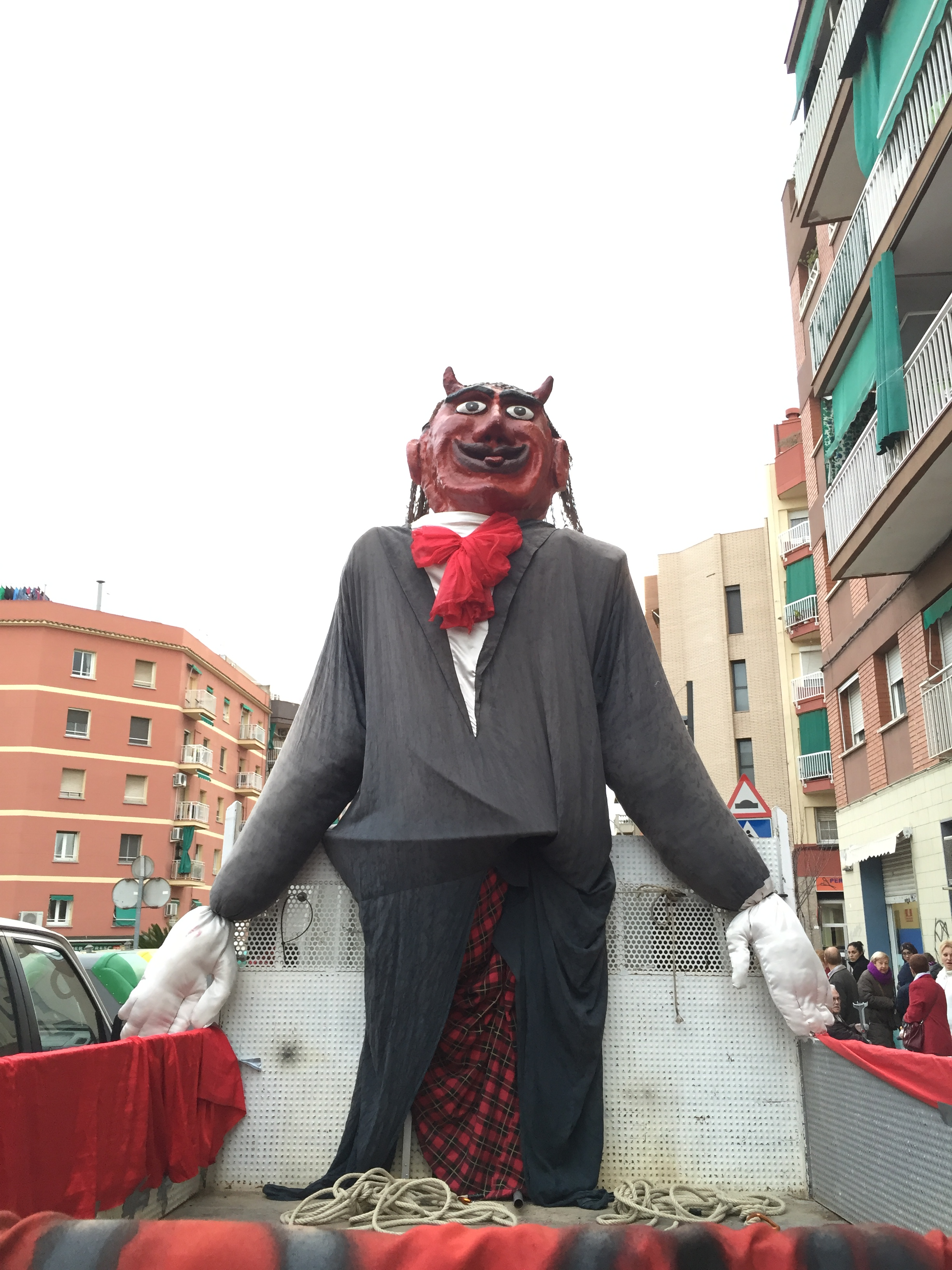
El Cabraboc del Carnaval
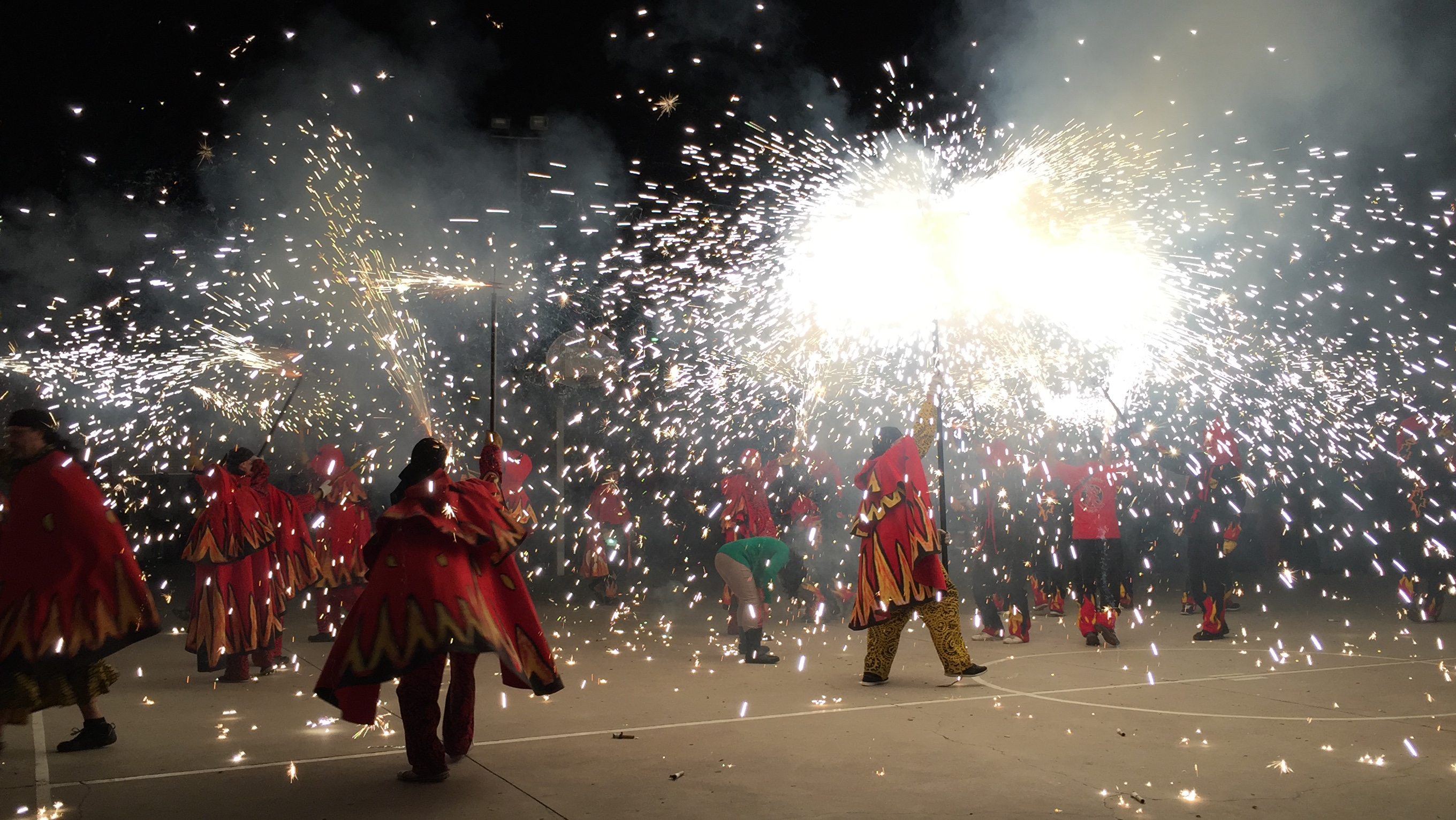
Actuació dels Diables de Ripollet

## Equipaments
- Educació: Biblioteca Municipal, IES Palau Ausit, IES Lluís Companys, IES Can Mas, Escola El Martinet, Escola Anselm Clavé, Escola Enric Tatché i Pol, Escola Francesc Escursell, Escola Gassó i Vidal, Escola Josep Maria Ginesta, Escola Pinetons, Escola Tiana, Escola Sant Gabriel, Escola FEDAC Mare de Déu del Roser, Escola San Juan de la Cruz, Escola d'Adults Jaume Tuset, Centre Obert La Placeta, Llar d'infants La Rodeta Del Moli, Llar d'infants La Verema
- Sanitat: CAP I, CAP II Pont Vell, CAP Pinetons.
- Cultura y comunicació: Centre Parroquial de Ripollet, Centre d'Interpretació del Patrimoni Local Molí d'en Rata, Teatre Auditori del Mercat Vell, Centre Cultural, Ripollet Ràdio, Locals d'assaig, Arxiu Municipal.
- Esports: Poliesportiu Municipal PAME, Camp Municipal de Futbol, Camp Industrial de Futbol, Pavelló Municipal Joan Creus, Pavelló Municipal Francesc Barneda, Skate Park Pinetons.
- Altres serveis i instal·lacions: Oficina d'Atenció al Ciutadà, Jutjat de pau, Casal d'Avis, Residència (en projecte), Casal de Joves, Casa Natura, Centre Cívic Can Mas, Centre Cívic Pont Vell, Centre de Dia Can Vargas, Centre Ocupacional Aspasur, Patronat Municipal d'Ocupació, Oficina de Treball de la Generalitat, Oficina Municipal d'Informació al Consumidor, Correos, Deixaderia Municipal, Mercat Municipal, Tanatori, Mossos d'Esquadra, Policia Local, Protecció Civil.

## Entitats

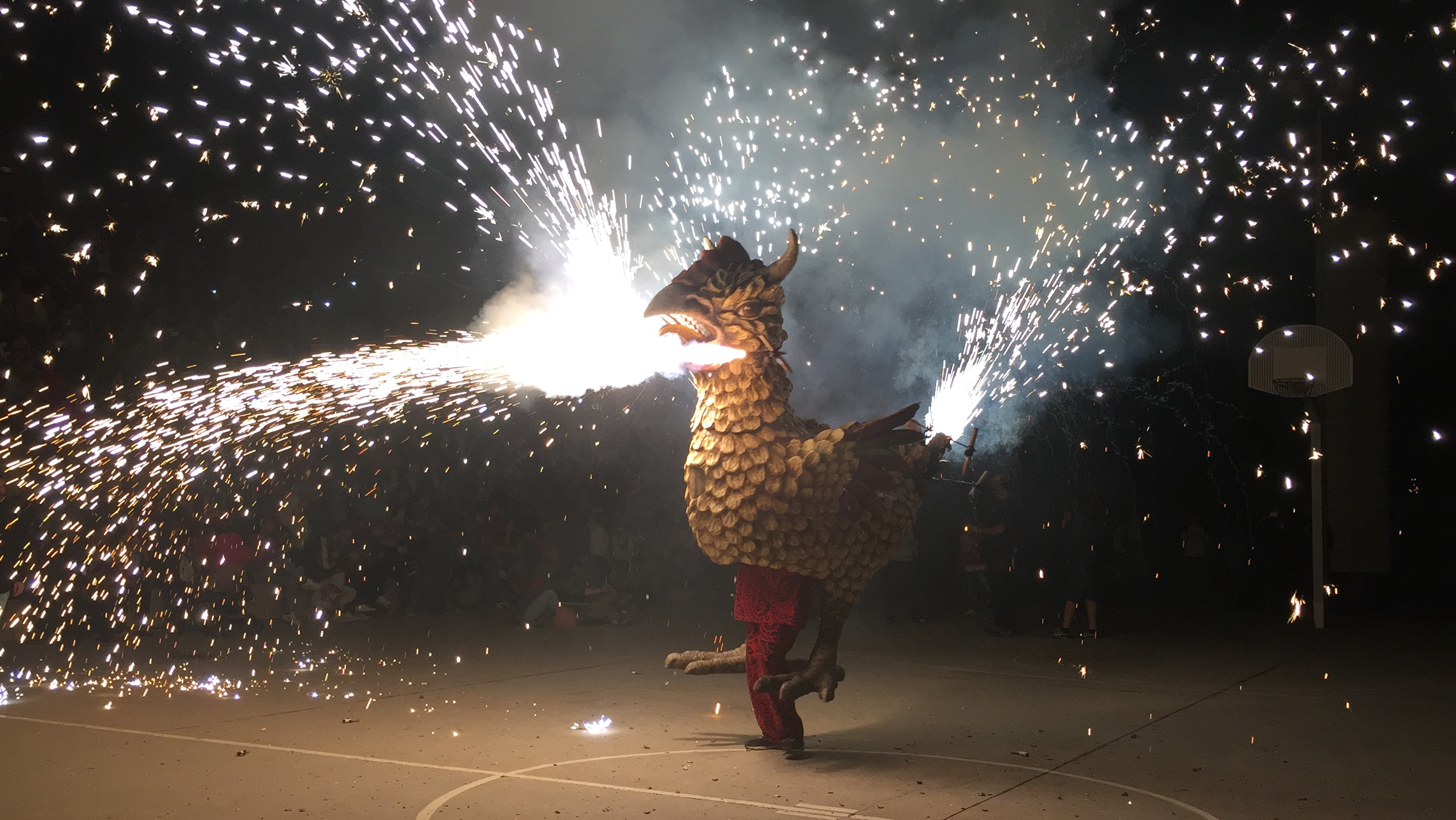
Poll Foll de Ripollet

- Culturals:
  - Diables de Ripollet[16] neix el 1985 a partir de la iniciativa d'un grup de persones vinculades a la comissió de Carnaval i es consolida com a grup de foc desenvolupant activitats diverses: la representació de la llegenda del Vell i la Vella al final de la Rua de Carnaval, construcció del Cabraboc, correfocs dins i fora del poble, i d'altres. El 1999 presenten la seva bèstia de foc, el Poll Foll, construïda per l'escultor Ramon Aumedes al taller Sarandaca.[17] Fa uns 2,5 metres d'alçada, pesa prop de 45 kg i té 5 punts de foc quàdruples amb capacitat per a 20 sortidors a la vegada, amb possibilitat d'encesa elèctrica.
  - Altres entitats culturals: Societat Coral El Vallès (1877), Bruixes de Ripollet (1995), Gegants de Ripollet (1990), Vailets de Ripollet (1996-2007), Trabucaires de Ripollet (2005), Ripollet Sardanista (1975), CRAC Comissió Ripolletenca d'Activitats Culturals, Associació Cultura i Tradició, Ripollet Costums i Tradicions, Amics del Teatre del Centre Parroquial (1940), La Careta Teatre Amateur (2004), Associació d'Espectadors del Teatre Mercat Vell (1994), Acció Fotogràfica Ripollet (2009), AFOCER Agrupación Fotocine Cerdanyola-Ripollet (1969), Ripollet Història i Imatge, Centre Excursionista de Ripollet (1979), Societat Ocellaire La Vella (2010), Colla de Gitanes de Ripollet, Peña La Macarena (1977), Asociación Rociera Andaluza Alegrías del Sur (2000), Cuadro Andaluz de Ripollet, Asociación Ballet Flamenco Carmela, Centro Aragonés de Ripollet, Caballeros de Sion Moto Club (2014), Motor Classic Ripollet, Associació Gastronómica El Setrill (1993), Associació Ripollet Rock (1997), Associació Musical Kanyapollet, Asociación SamViu (2016), Asociación Ripollet Country, SB Dance Ripollet, Line Dance Palau Ausit, Asociación Bollywood Anaath, Circulo de Filatelia y Numismática de Ripollet (1973), Ripolab Hacklab (2015).
- Esportives: les entitats esportives més antigues del municipi són el Club de Fútbol Ripollet (1921) i el Club Bàsquet Ripollet (1931). Amb els anys han anat apareixent d'altres, per ordre cronològic: Club Ciclista Ripollet (1948), Club Tennis Taula Ripollet (1954), Bàsquet Sant Gabriel de Ripollet (1962), Club Hoquei Ripollet (1966), Club Patinatge Artístic Ripollet (1972), Penya Barcelonista de Ripollet (1975), Peña Deportiva Pajaril (1975), Club Tennis Ripollet (1978), Ripollet Unió Atlética (1982), Club Handbol Ripollet (1983), Club de Boxeo Ripollet (1990), Club Petanca La Unión (1991), Fútbol Sala Ripollet (1992), Club Bàsquet Gassó (1993), Club de Lucha Ripollet (1993), Club Tennis Victor Troses (1999), Escola Futbol Base Ripollet (2003), Asociación Artes Marciales d'Okinawa Denia Ripollet (2006), Club d'Escacs Ripollet (2009), AE Can Mas Ripollet (2011), Club Zona de Combate (2015), Escuderia Ripollet (2015) i Club Natació Ripollet (2016).
- Ámbit económic y promoció turística: Unió de Comerciants de Ripollet.
- Educació i infància: Esplai La Gresca (1994), Esplai l'Estel (1980), Associació El Rabeig (2015).
- Socials i polítiques: Associació Reacciona! (2009), Proud LGTBI Ripollet (2018), Comitè de Dones de Ripollet (2018), Acollim Ripollet-Cerdanyola (2016), Col·lectiu Popular l'Aresta, Asociación Animales Ripollet, Marea Pensionista Ripollet.

## Personalitats locals destacades
Fills predilectes
- Ernest Boquet Jiménez, científic especialitzat en microbiologia.[18]
- Maria Torras i Olivé, filàntropa que va finançar les escoles i el nou campanar de la vila

Altres figures:
- De la societat i política
  - Dídac Fàbregas i Guillén, polític.
- De la cultura i divulgació
  - Emma Maleras, ballarina, coreògrafa i castanyolista.
  - Josep Maria Brull i Pagès, escultor.
  - Lluïsa Sallent, pintora i escultora.
  - Encarnació Braut, pintora.
  - Andreu Solà i Vidal, pintor modernista.
  - Gaietà Renom, tenor.
  - Josep Lluís Badal, escriptor.
  - Aleix Saló, historietista.
  - Santiago Figueras, poeta
  - Carme Guasch i Sabaté, poetessa
- Esportistes internacionals
  - Joan "Chichi" Creus Molist, jugador de bàsquet, condecorat amb l'Ordre del Mèrit Olímpic.
  - Lucila Pascua, jugadora de bàsquet i medallista olímpica.
  - Josep Maria "Jepi" Selva, campió del món d'hoquei patins.
  - Lucas Cruz, copilot de raid, campió del Ral·li Dakar.
  - Lídia Rodríguez Sierra, atleta, campiona d'Espanya de 5.000 i 10.000 metres.

## Ciutats agermanades
- Avrillé, Maine i Loira, França
- Caniles, Espanya

## Galeria d'imatges

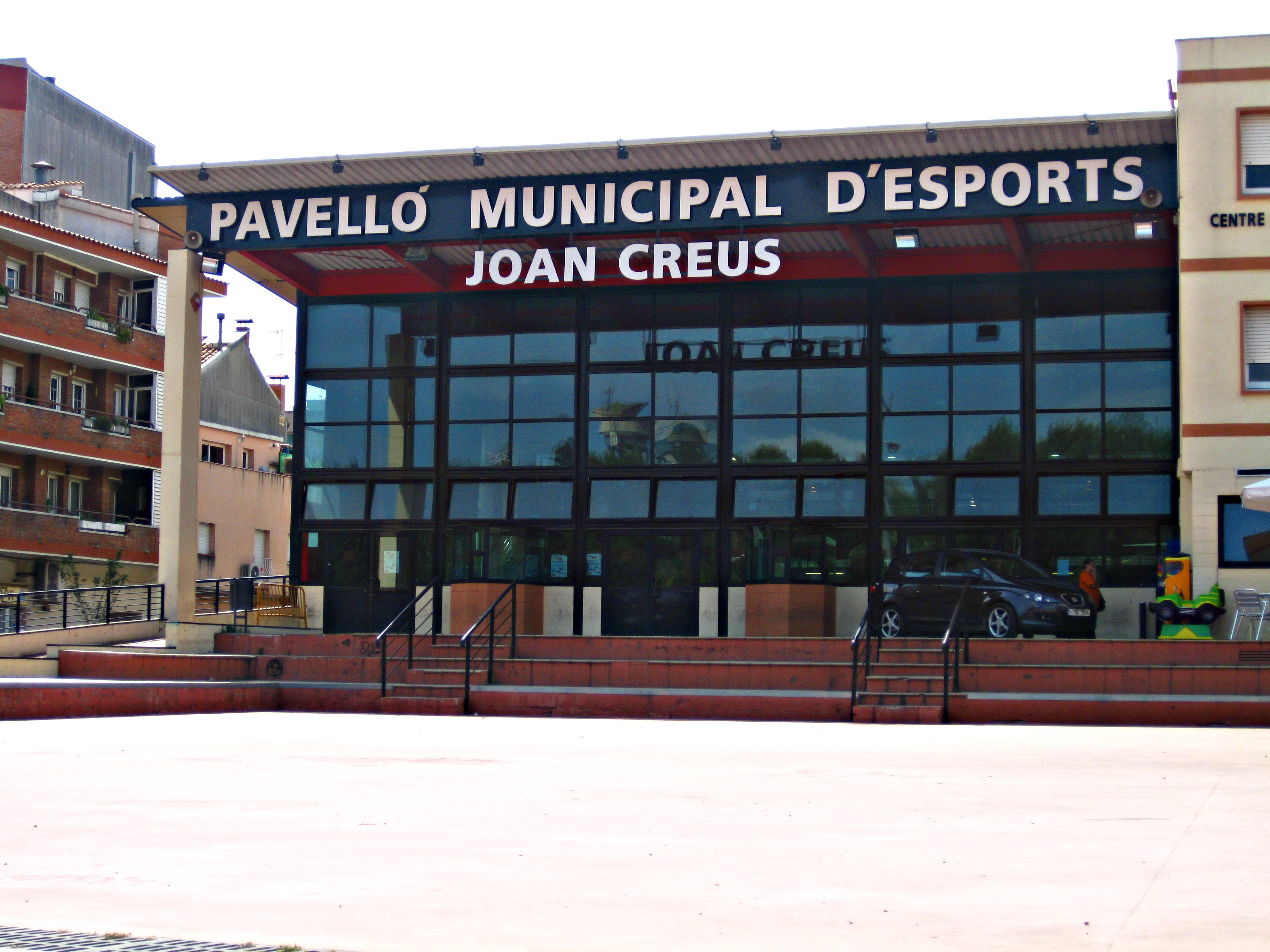
Pavelló Joan Creus
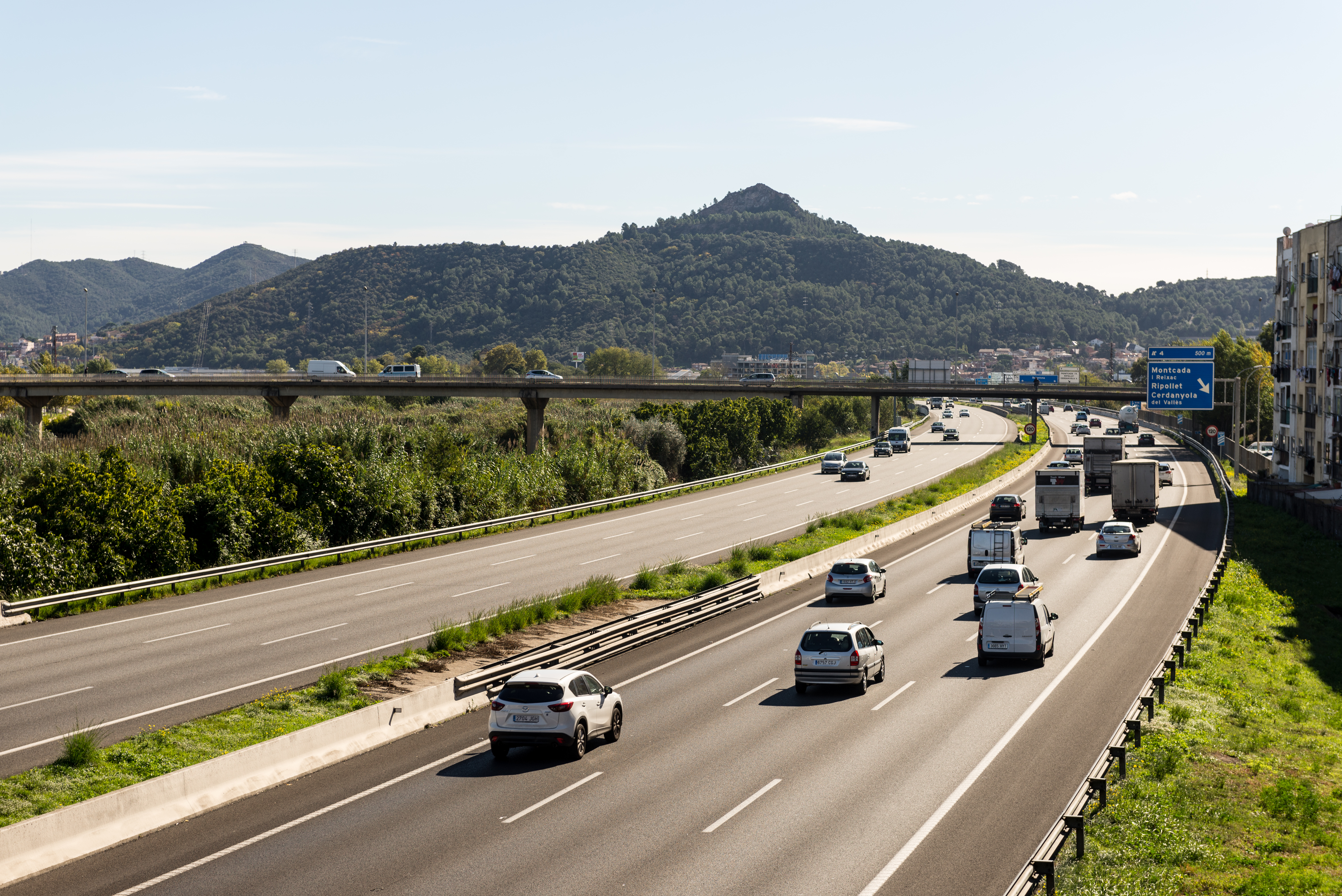
L'autopista C-58
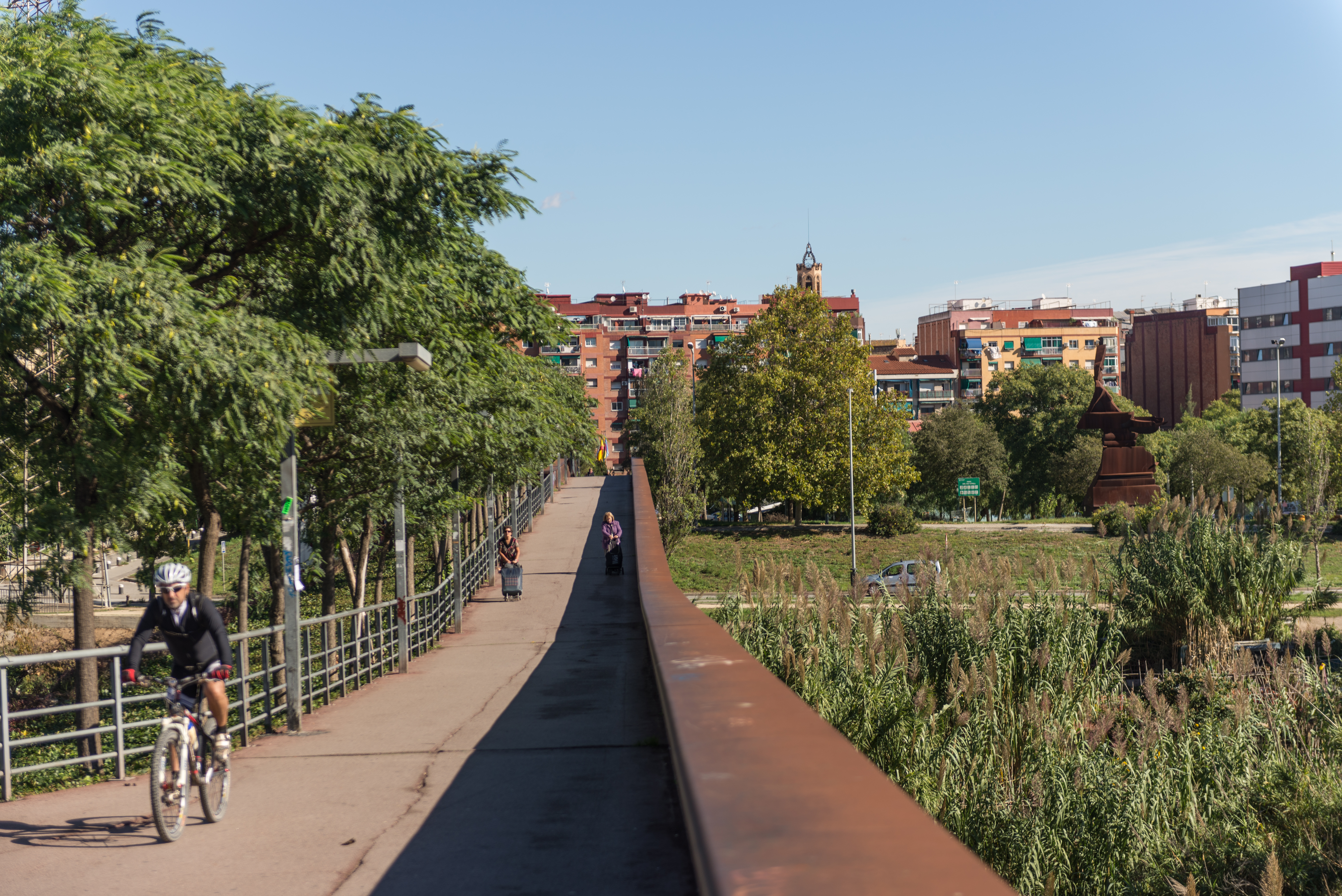
Pasarel·la sobre el Ripoll
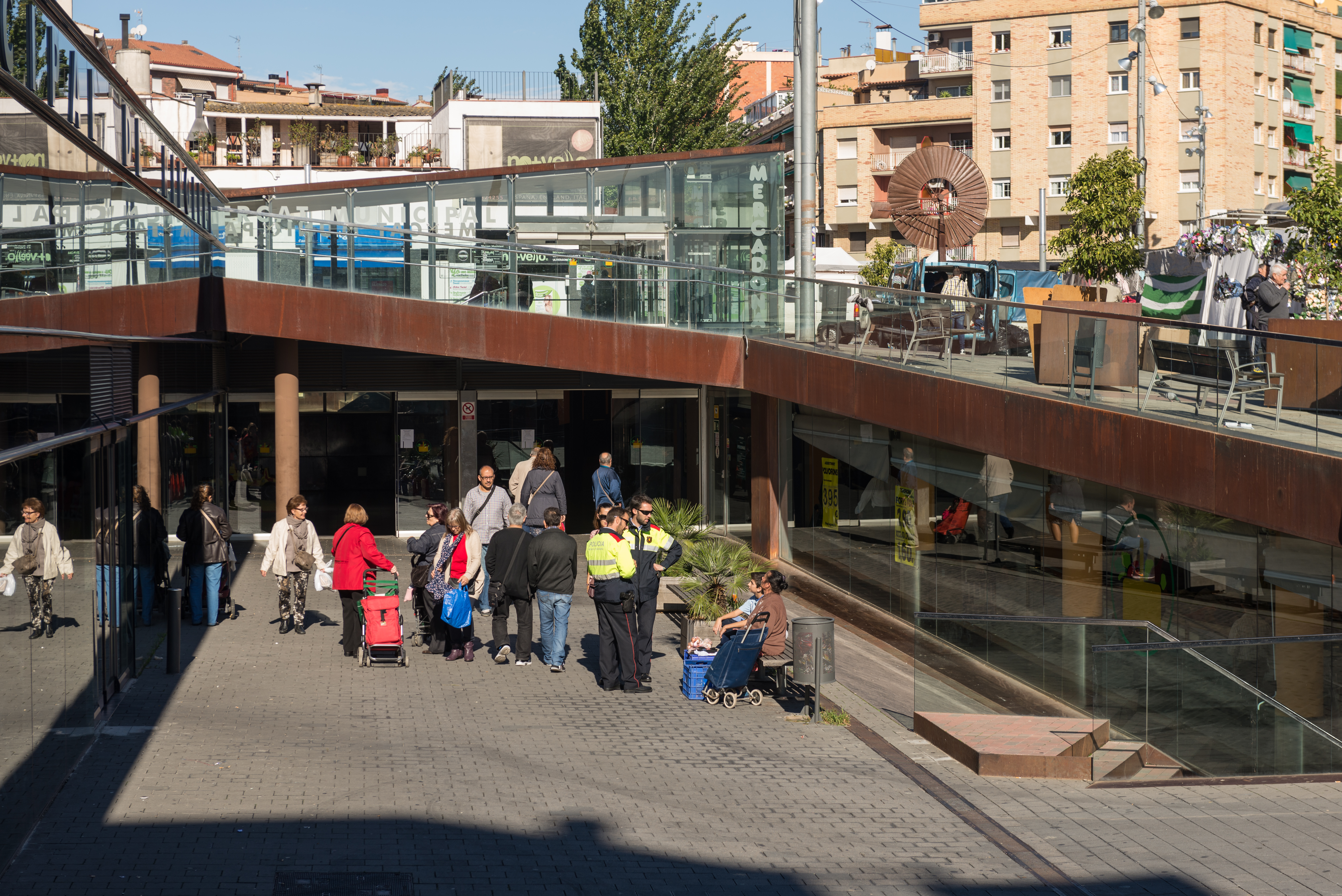
Mercat Municipal
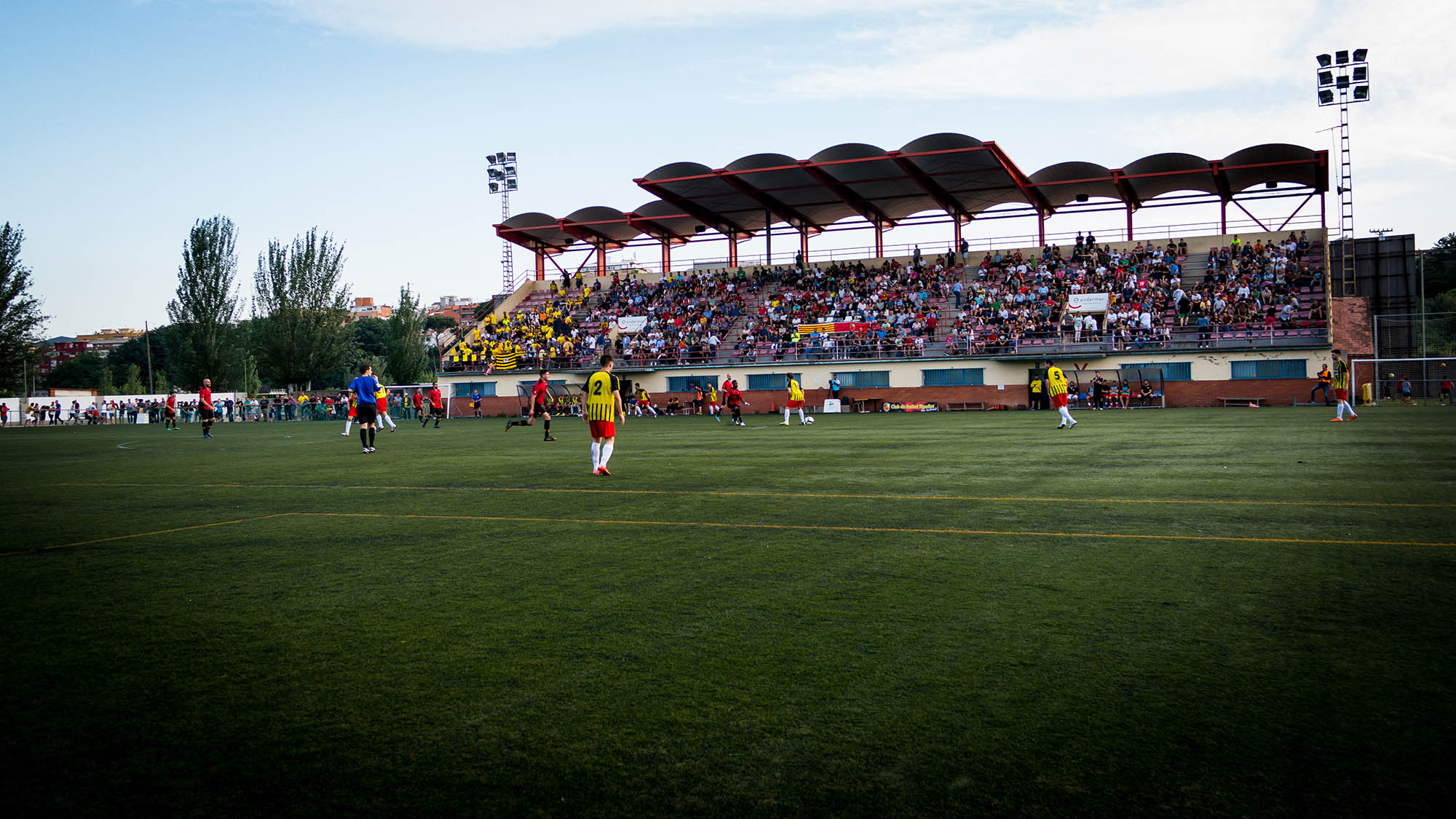
Estadi Municipal
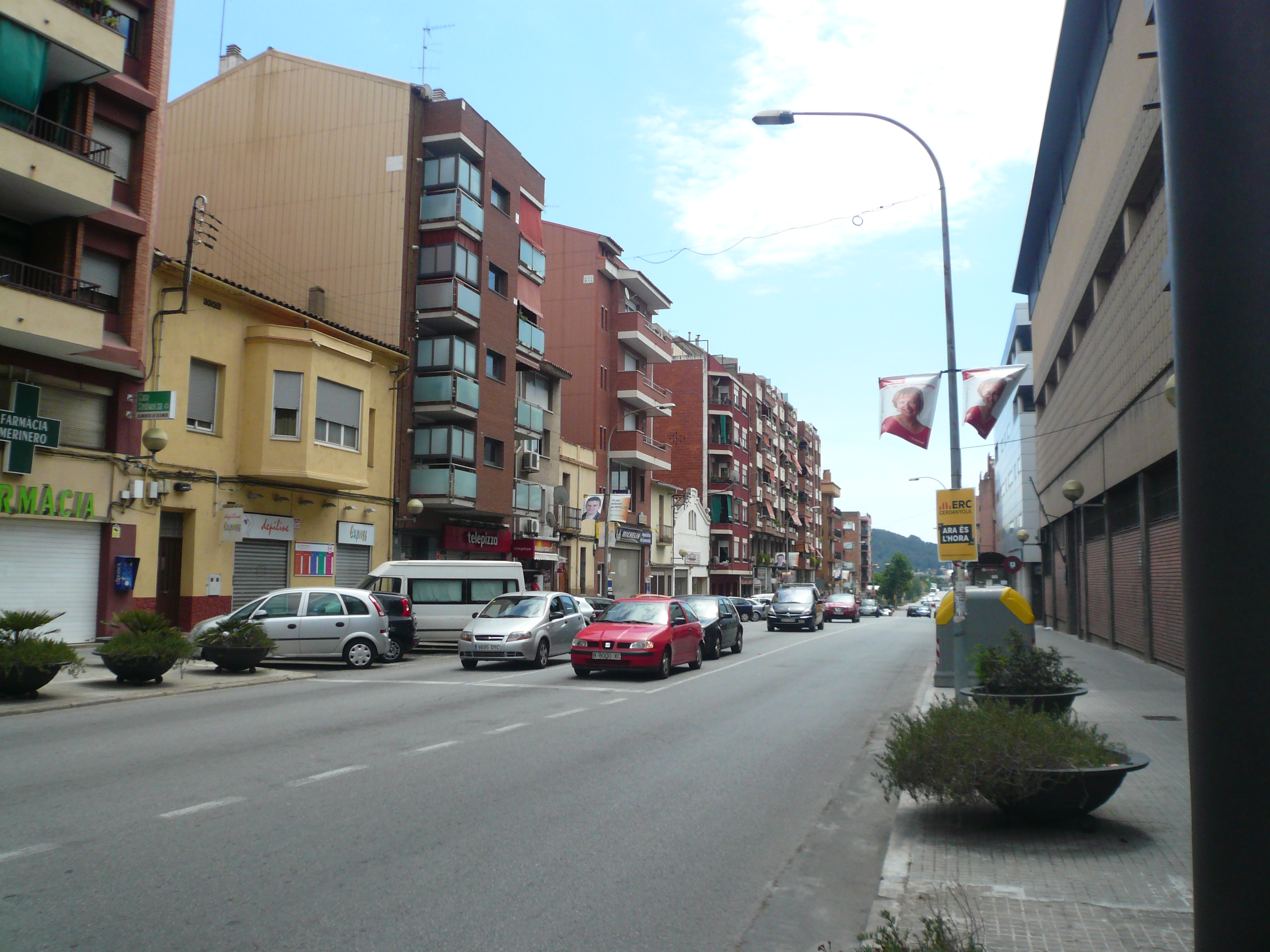
N-150, a l'esquerra Ripollet, a la dreta Cerdanyola
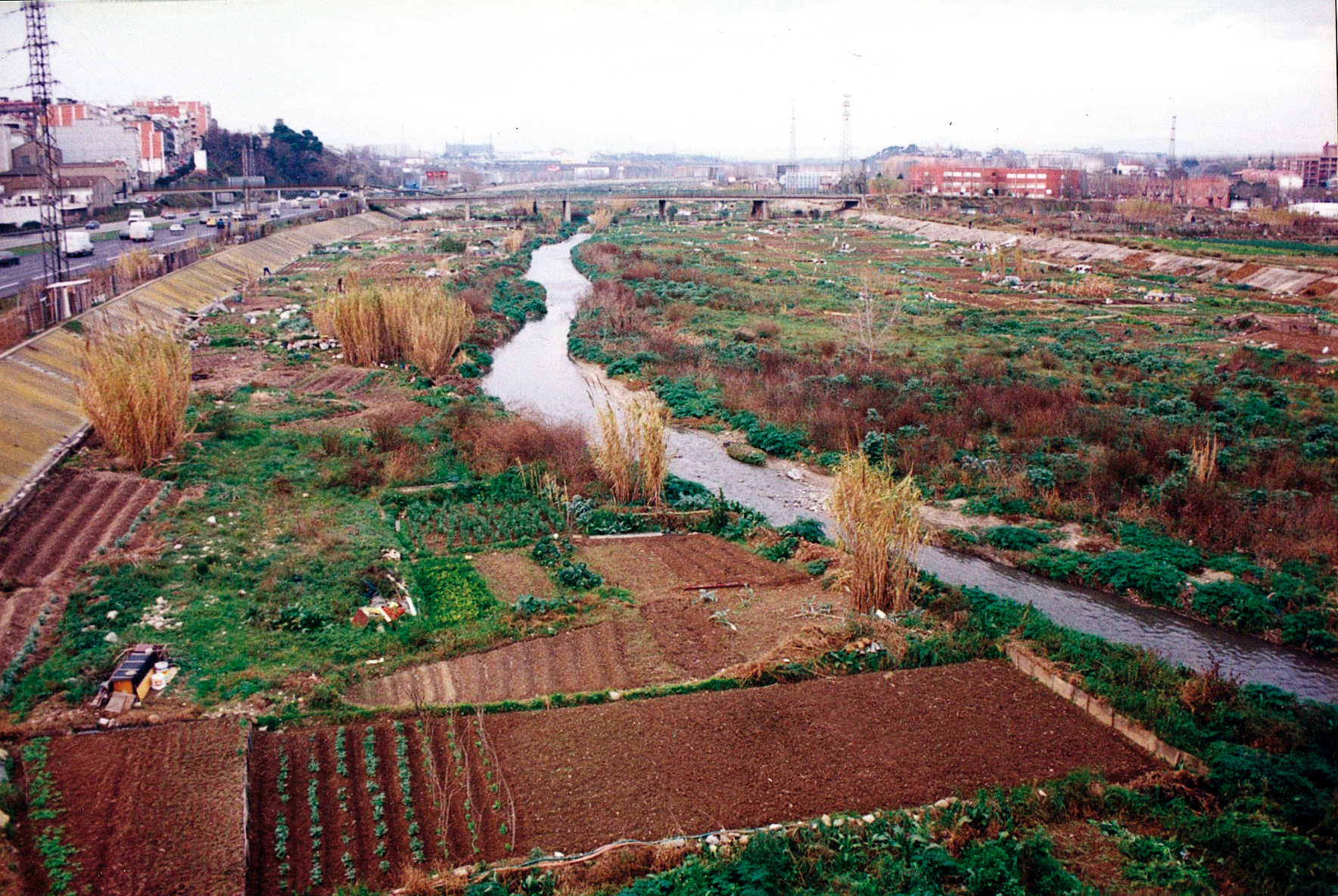
El riu Ripoll l'any 1991
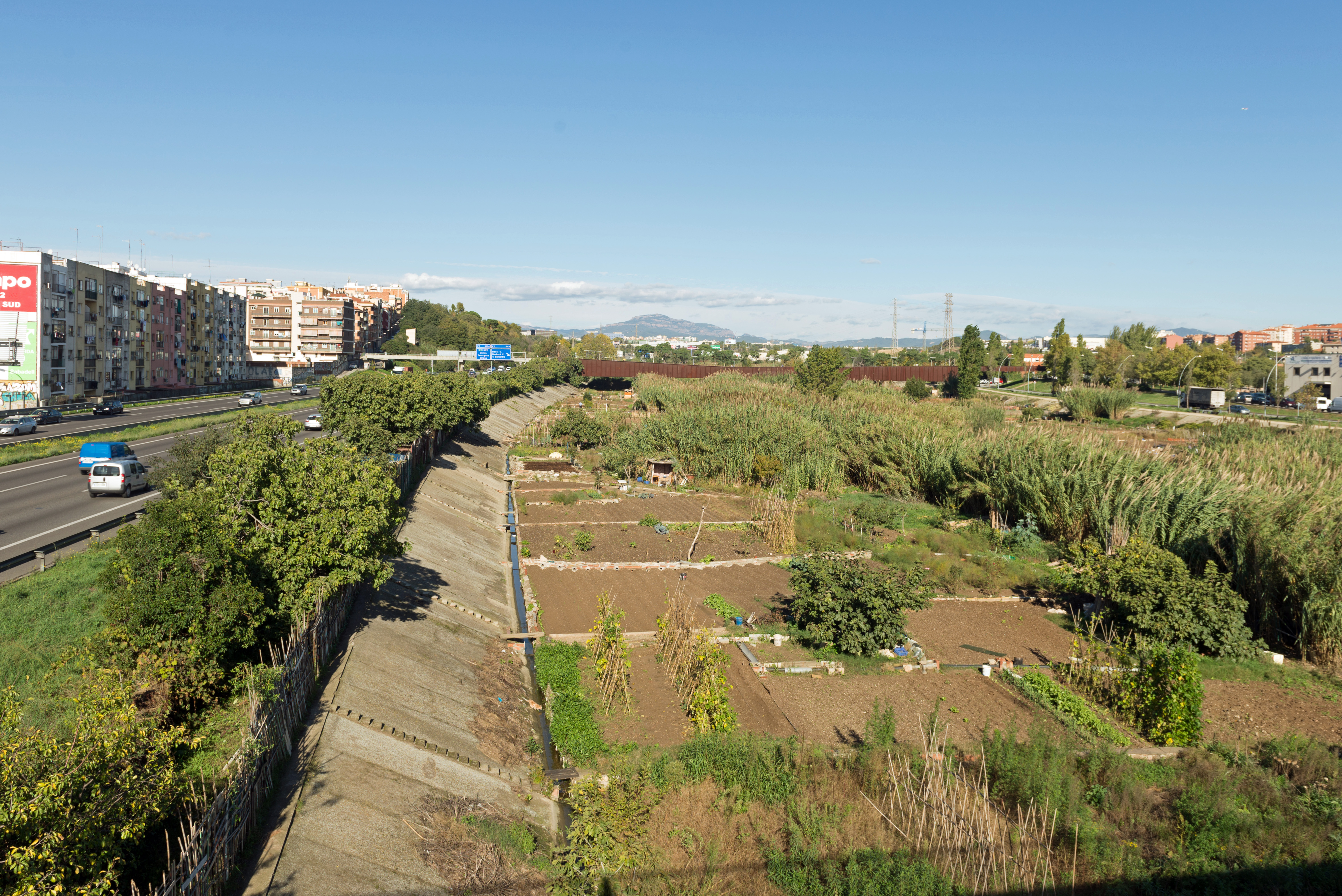
El Ripoll l'any 2015
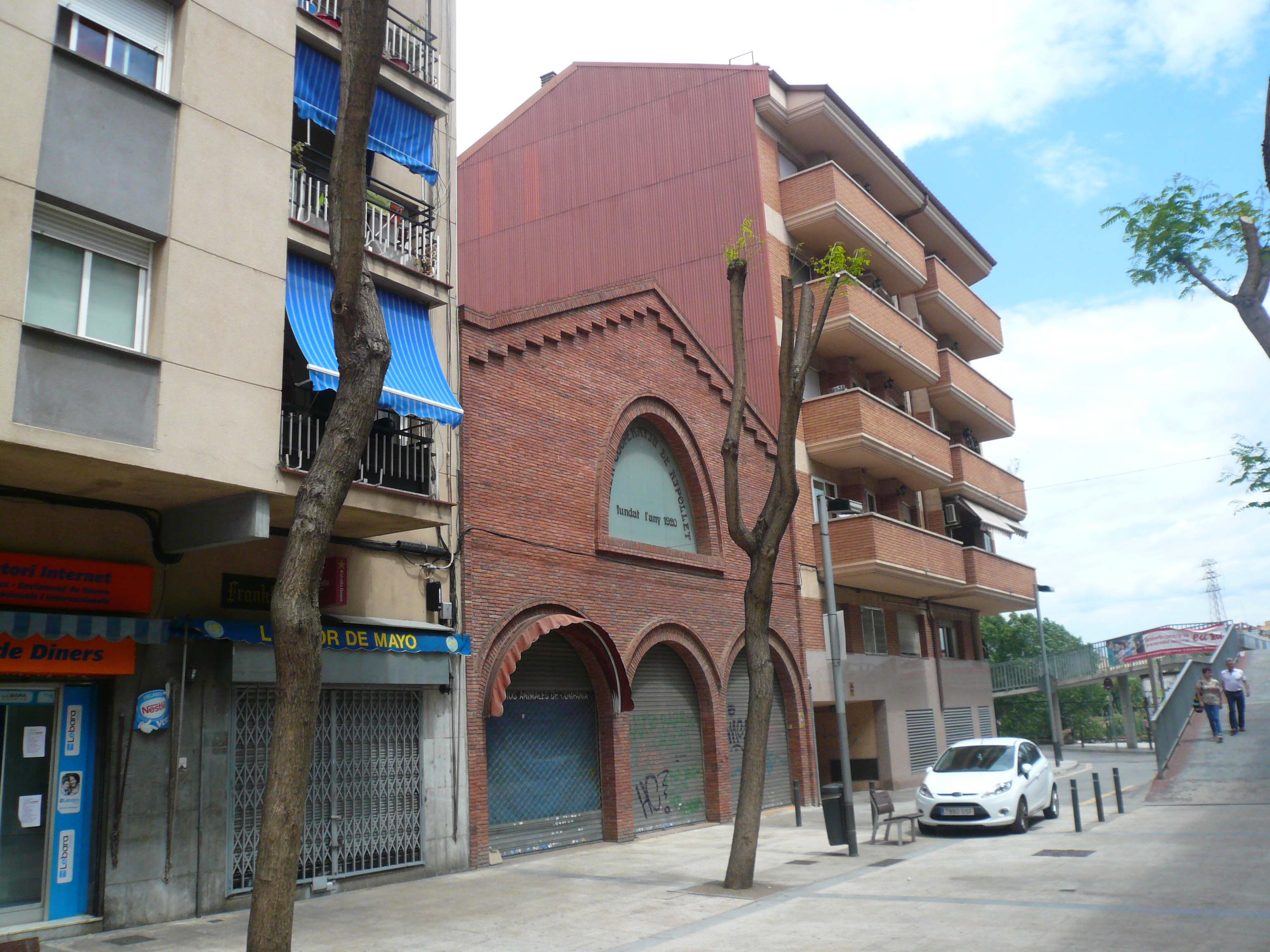
El Celler de Can Tiana
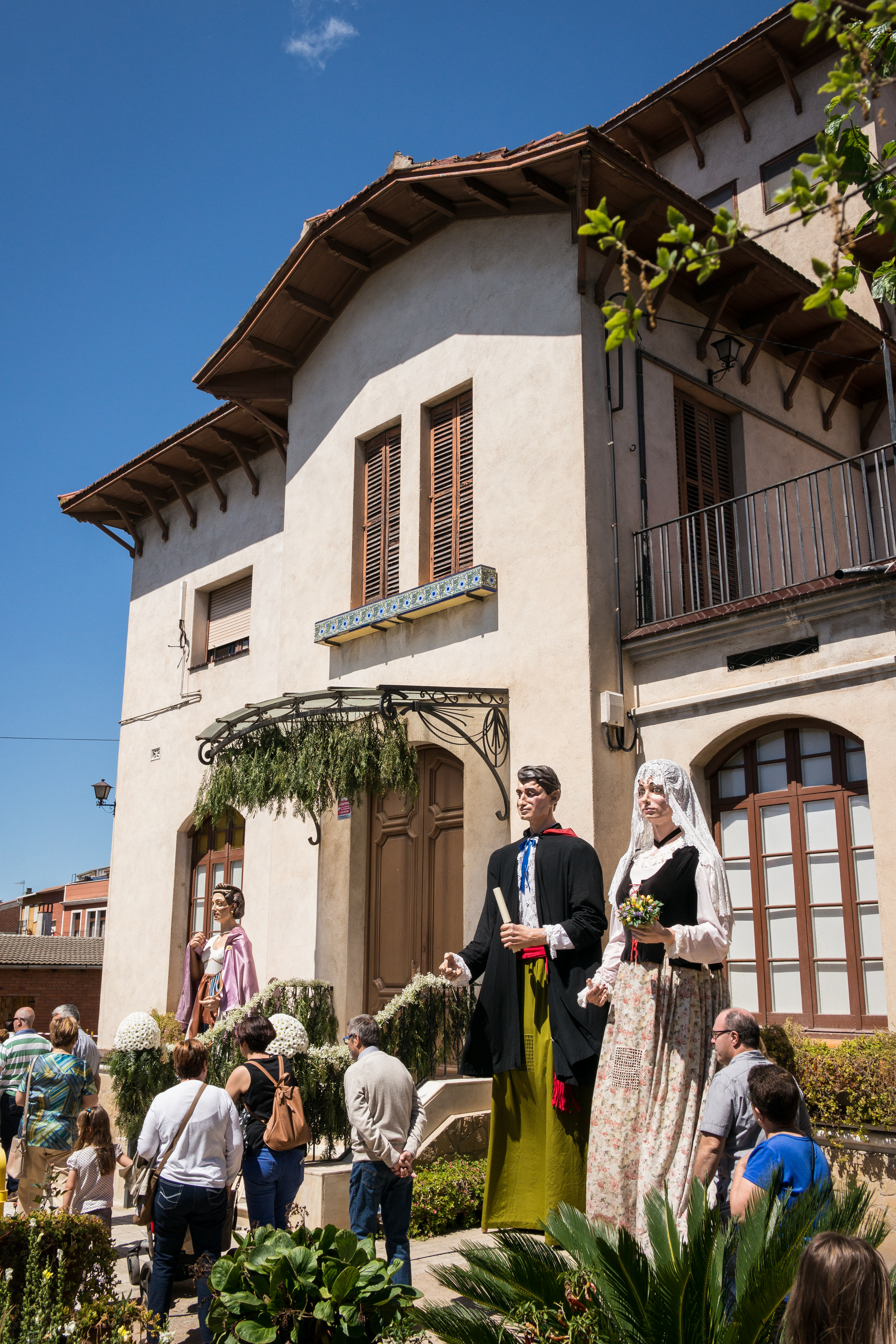
Can Queixalista
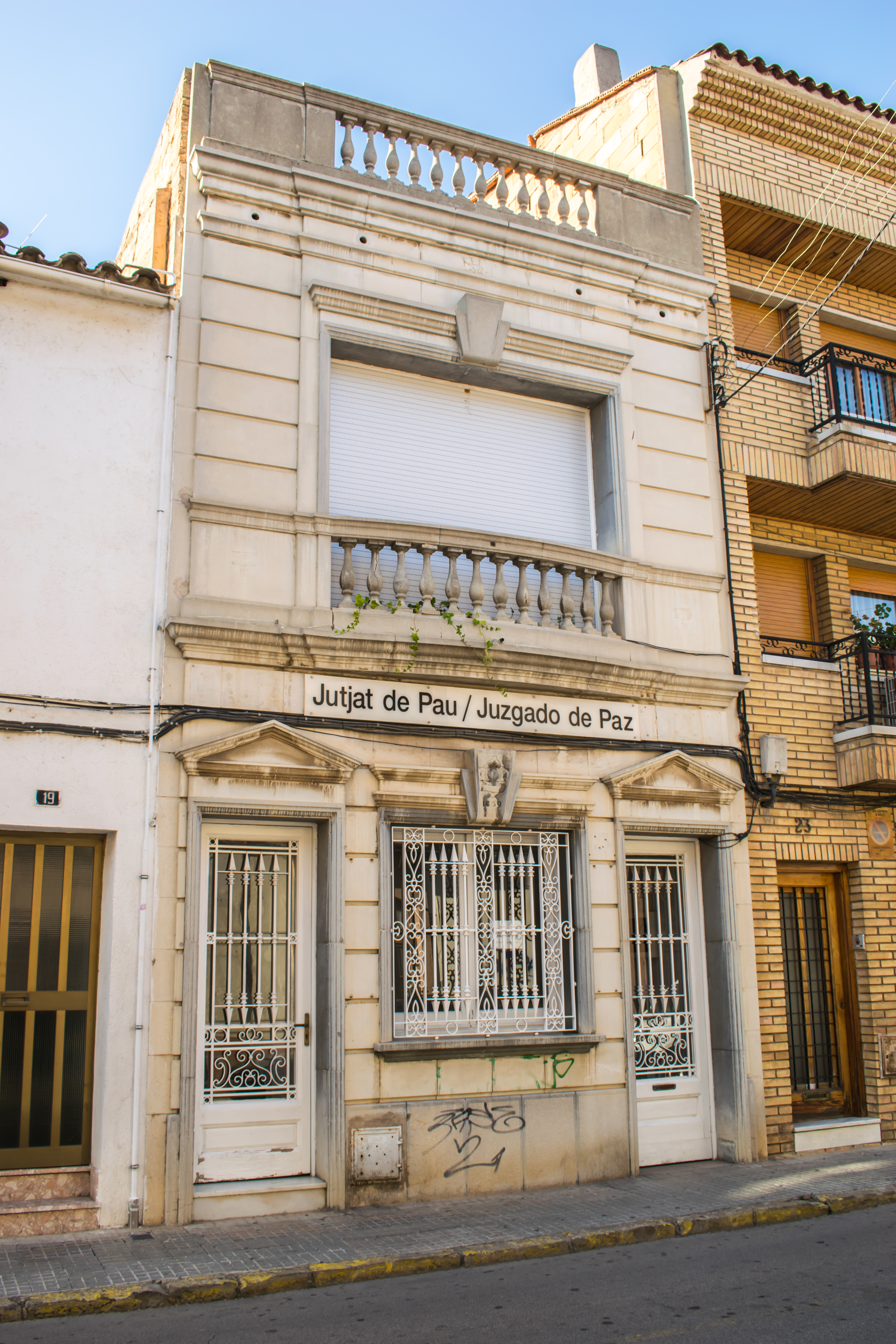
Jutjat de Pau
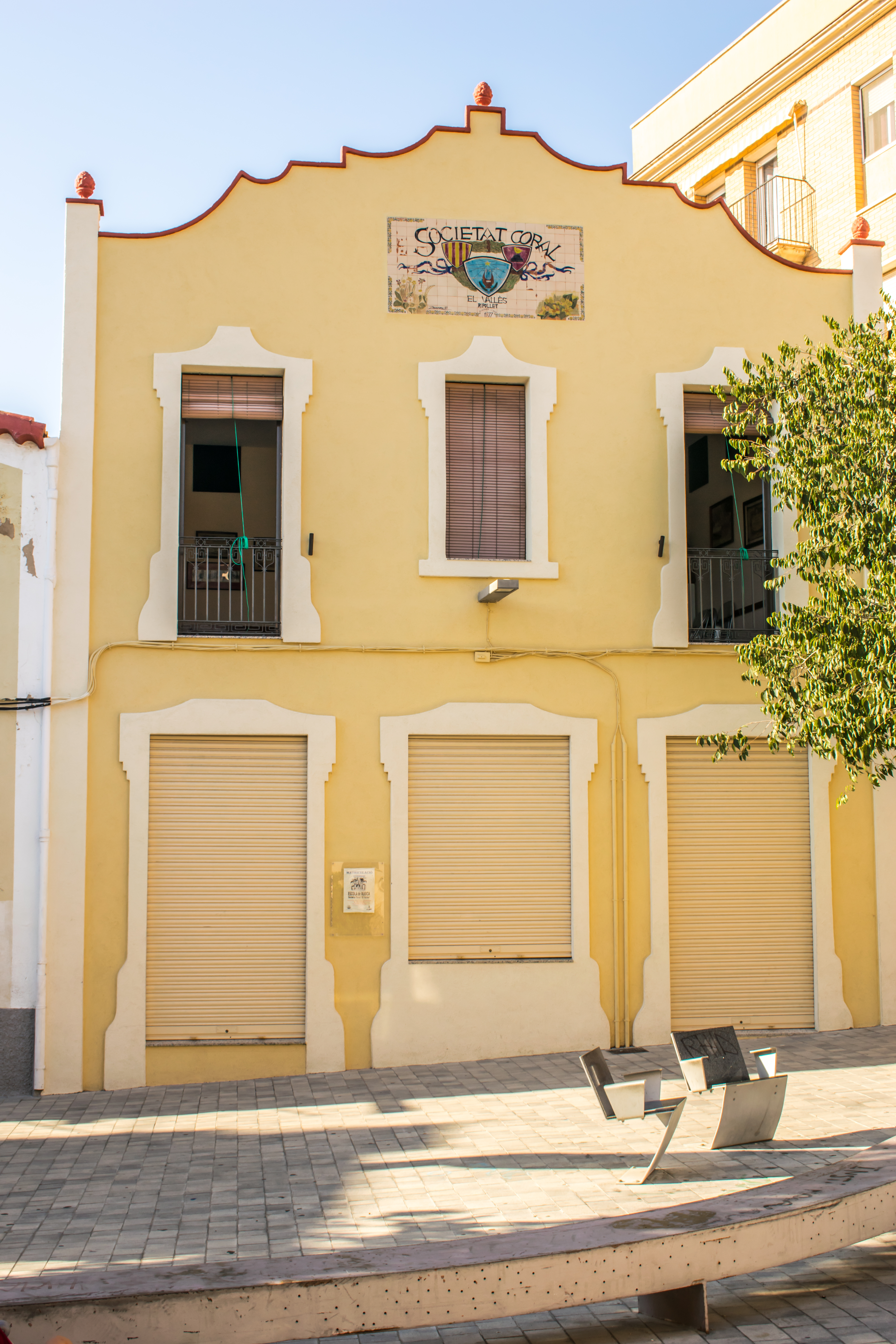
Casa de la Societat Coral
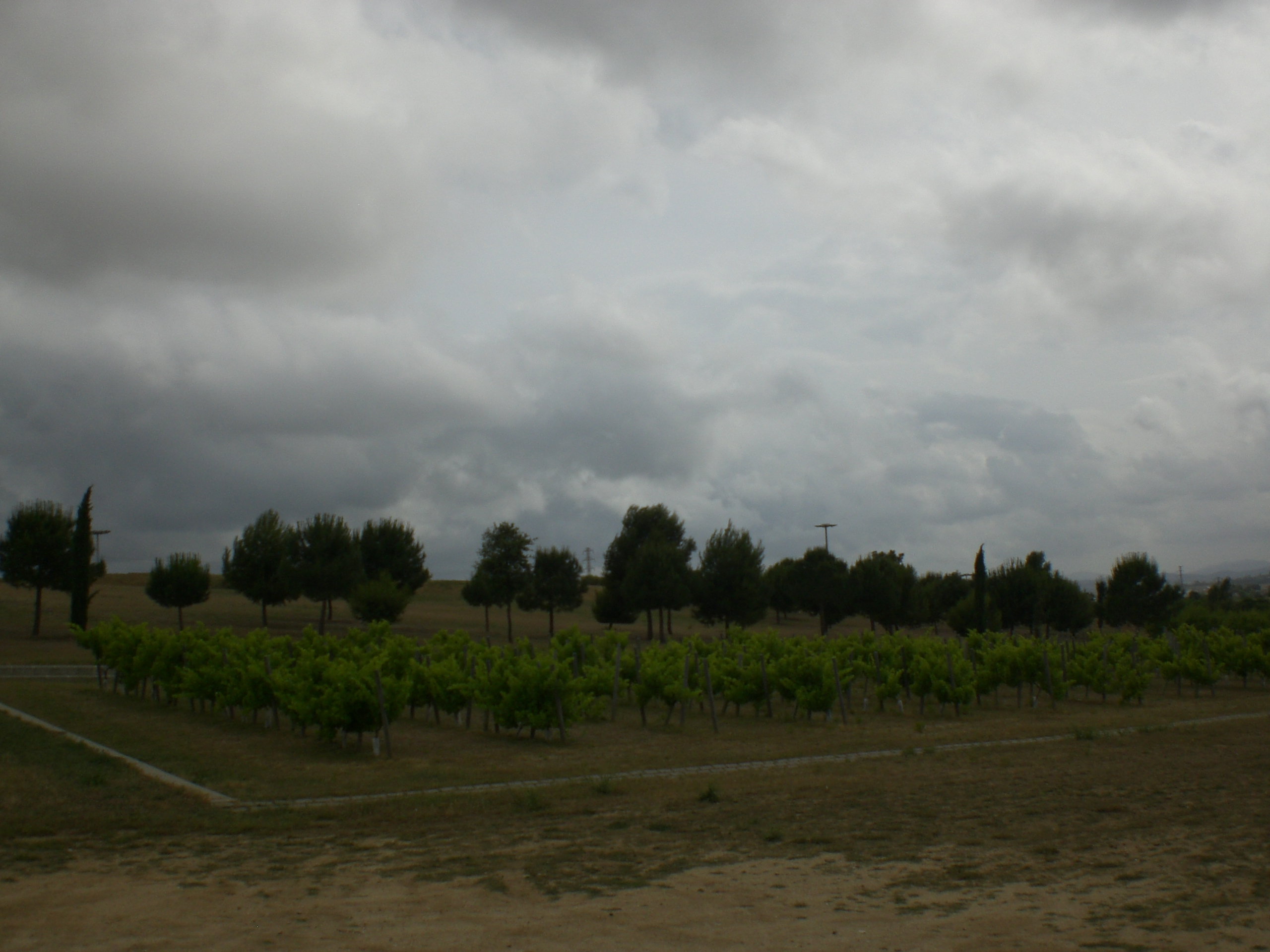
Parc dels Pinetons
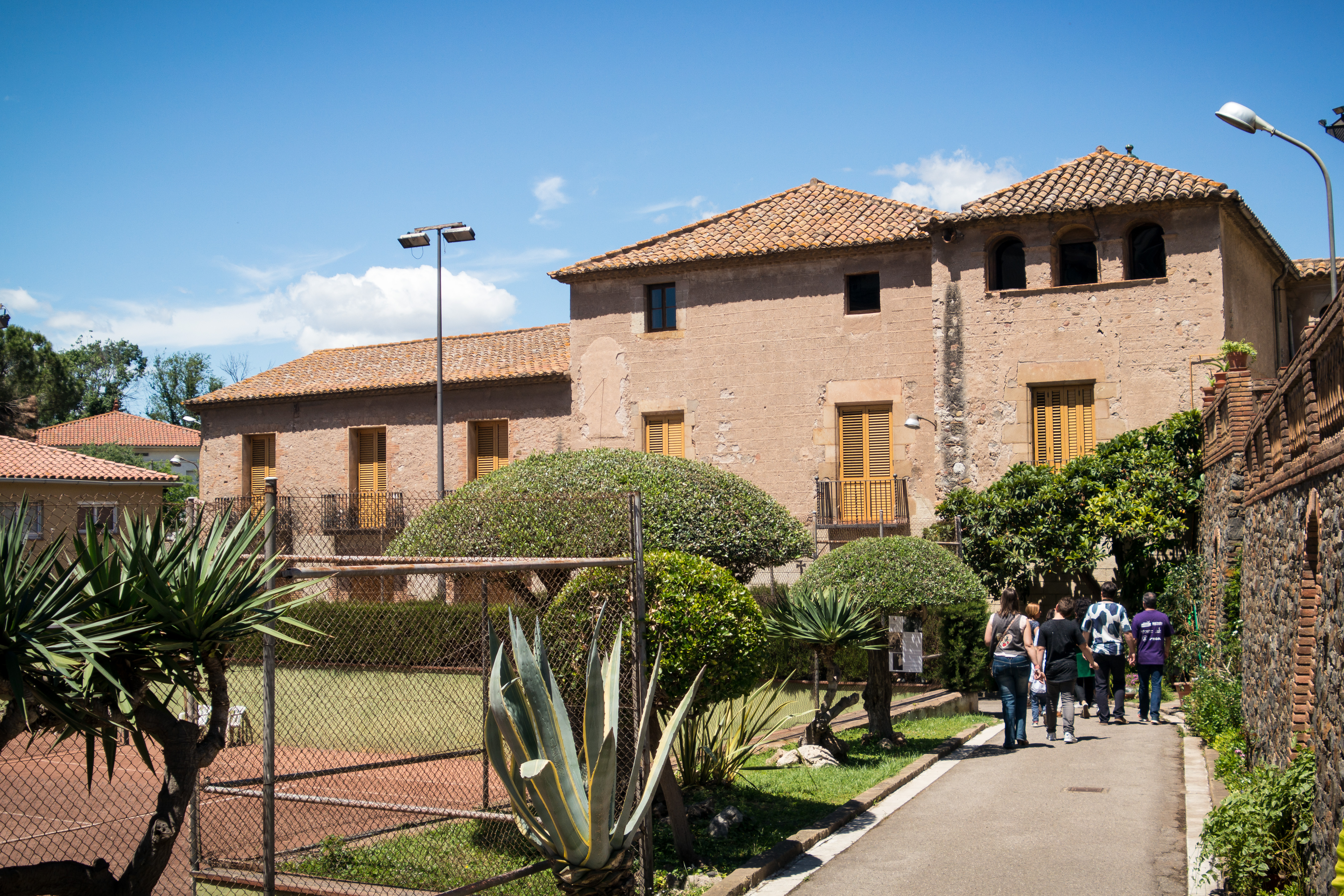
Can Buxó
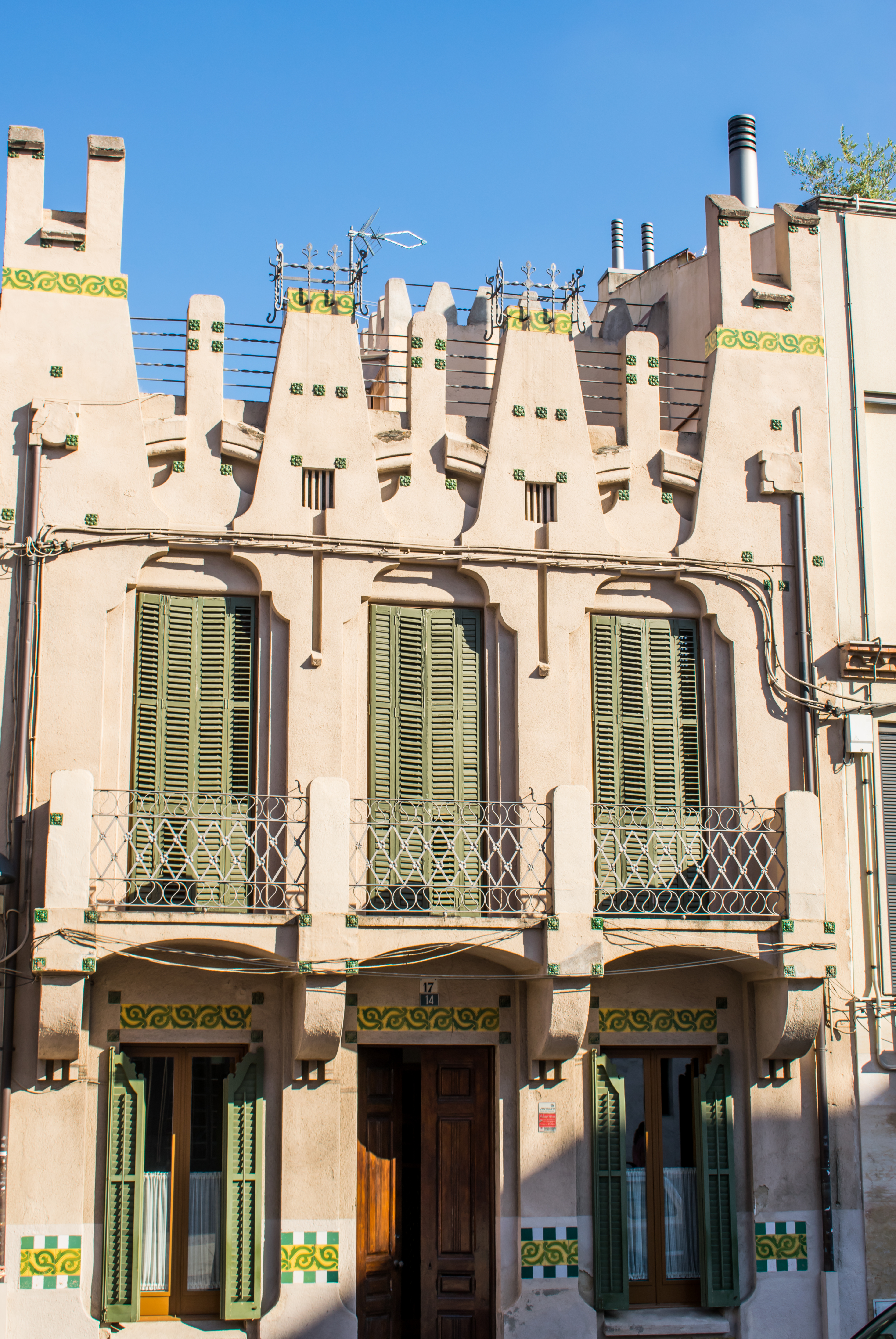
Cal Magí